# 中山競馬場
中山競馬場（なかやまけいばじょう、英：Nakayama Racecourse）は、千葉県船橋市（一部市川市）にある中央競馬の競馬場。日本の4大競馬主場の一つ。施行者ならびに管理者は日本中央競馬会。GI競走としては、皐月賞、スプリンターズステークス、有馬記念、ホープフルステークスが開催される。1レースの売上過去最高額は1996年の有馬記念の約875億円であり、ギネス世界記録に登録されている。

## 概要
競馬ファンの間では単に中山でも通用する。有馬記念が有名で、国際セリ名簿基準書においては平地競走の最上位であるパートI。国際競馬統括機関連盟（IFHA）が公表した「世界のトップ100GIレース」では、2020年世界第10位、国内第4位に位置付けられている（ジャパンカップが世界第3位、国内第1位）。
アメリカのローレルパーク競馬場と提携を結んでおり、ローレル競馬場賞中山牝馬ステークスが施行されている。

### 中山競馬発足の経緯
中山競馬の起源は1907年（明治40年=開催年）に千葉県東葛飾郡明村大字岩瀬（現在の松戸市大字岩瀬）に作られた松戸競馬場（運営は総武競馬会から松戸競馬会倶楽部）が前々身にあたる。松戸競馬会倶楽部は1919年（大正8年）8月10日に陸軍省からの競馬場地の買収申し込みを受け入れ、東葛飾郡中山村大字若宮（現在の市川市若宮）へ移転した。
中山村に移転した1920年（大正9年）には、松戸競馬会倶楽部が中山競馬倶楽部と名称が改められ、1927年（昭和2年）に少し北東側の東葛飾郡葛飾村大字古作（現在の船橋市古作）に馬場が移された。その後、1937年（昭和12年）に日本競馬会（現在の日本中央競馬会）へ統合、中山競馬場として発足し現在へ至る。移転後の初開催は1920年（大正9年）3月12日である。

### 関東大震災等の影響
現在の中山競馬場に移転する前の松戸競馬場は、落馬事故が多発していたことや、陸軍から工兵学校創設のために競馬場用地を接収する案が持ち込まれたことから、政府当局の負担で初代中山競馬場に移転したとされている。1923年に日本の公営競技としての馬券発売を伴う競馬開催の認可が下りた際、中山競馬倶楽部内で内紛が起こるが、内紛以前の松戸競馬場から中山競馬場（初代）移転と平行して、行徳町高谷、原木周辺（現在の市川市高谷、原木）の行徳海岸の塩田跡地に、「行徳競馬場」の建設計画が進んでいた。ほぼ完成が近づいていた矢先の1923年9月1日、関東大震災による津波被害で競馬場が水没・流出する被害に見舞われ、同地での競馬開催を断念した。
1940年（昭和15年）に開催される予定であった東京オリンピックでは馬事公苑や東京競馬場とともに馬術競技で使用されることとなっていたが、日中戦争の影響で中止となった。

### 中山大障害・有馬記念の創設

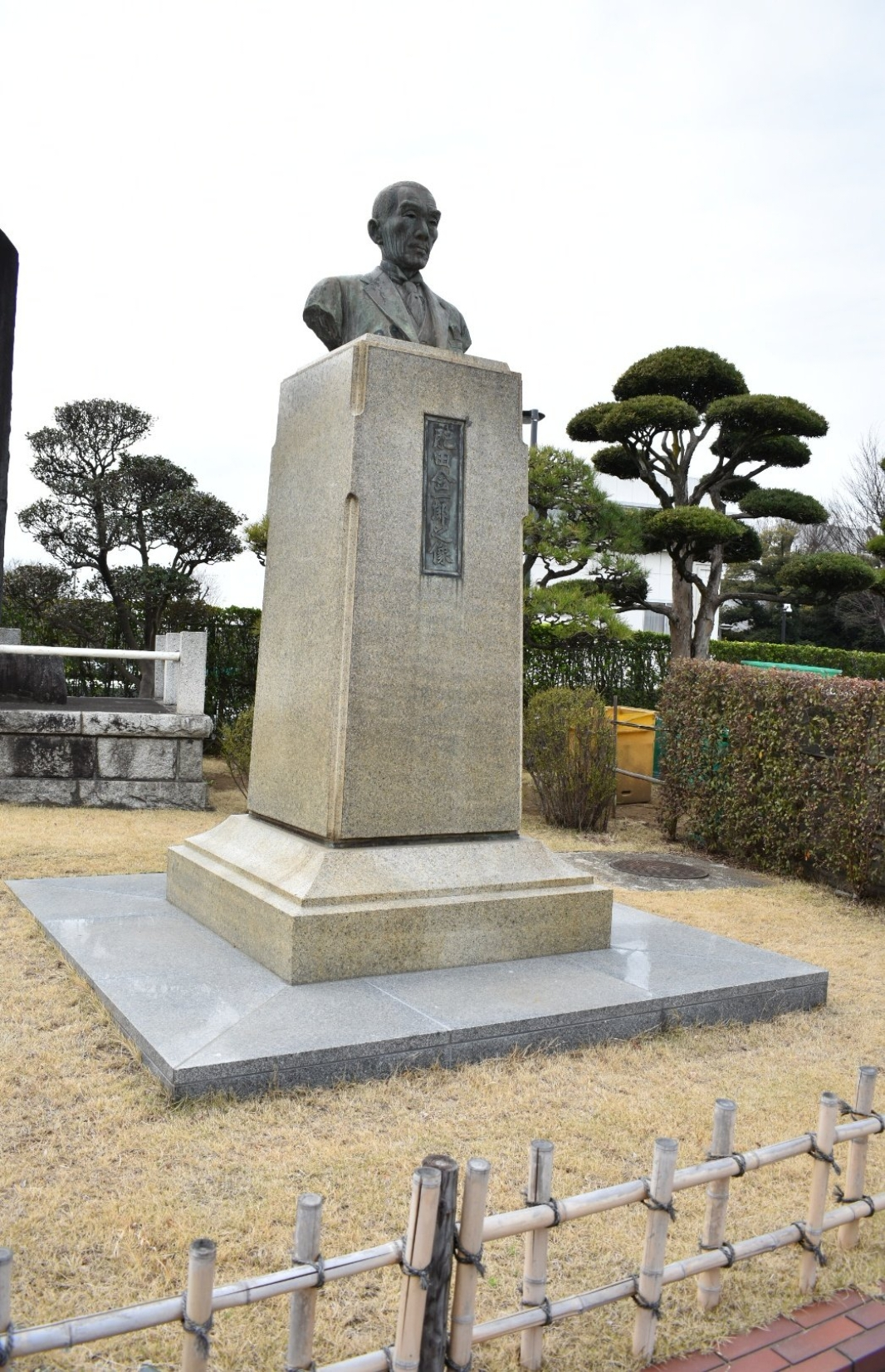
肥田金一郎胸像

歴史的には、東京競馬場の東京優駿（日本ダービー）に対抗する競走を設けることが長い間中山競馬の念願であった。当時中山競馬倶楽部の理事長だった実業家・肥田金一郎によって、周辺の地形が起伏に富んだ地形を生かして障害コースが設けられ、そこを舞台に大障碍特別（現在の中山大障害）が1934年に創設された。さらに、JRA第2代理事長有馬頼寧によって1956年に中山グランプリ（現在の有馬記念）が創設された。今では年末の中山競馬開催の風物詩となっている。

### 大規模リニューアル

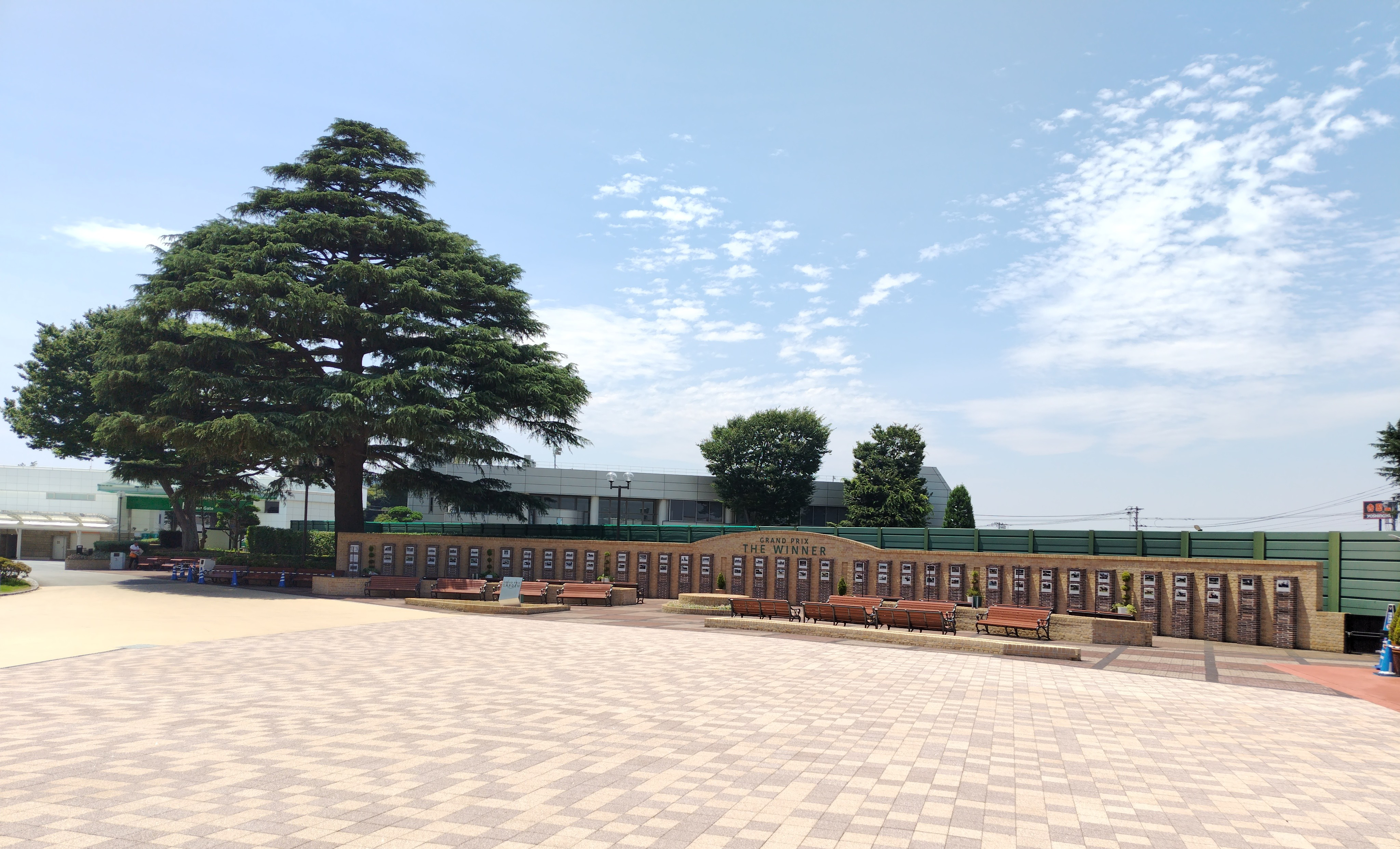
グランプリガーデン

2018年（平成30年）には、90周年を記念しスタンド施設を中心とした大規模リニューアル改装を実施している。同年12月1日より、駅連絡地下通路（ナッキー・モール）がリニューアルオープンするとともにグランプリガーデンが新規オープンした。
スタンド1階にはチャイルドコーナー・ベビーコーナーが設けられており、プレイマットスペースや授乳室、おむつ替えベッドなどを備えている。また、65歳以上の者が入場できるシニアサロンも用意されている。
見所としてはパドック近くに建てられたハイセイコーの像がある。ベンジャミンプラザ（地下1階）には、インフォメーションをはじめ、カフェやショップが併設されている。

## 沿革

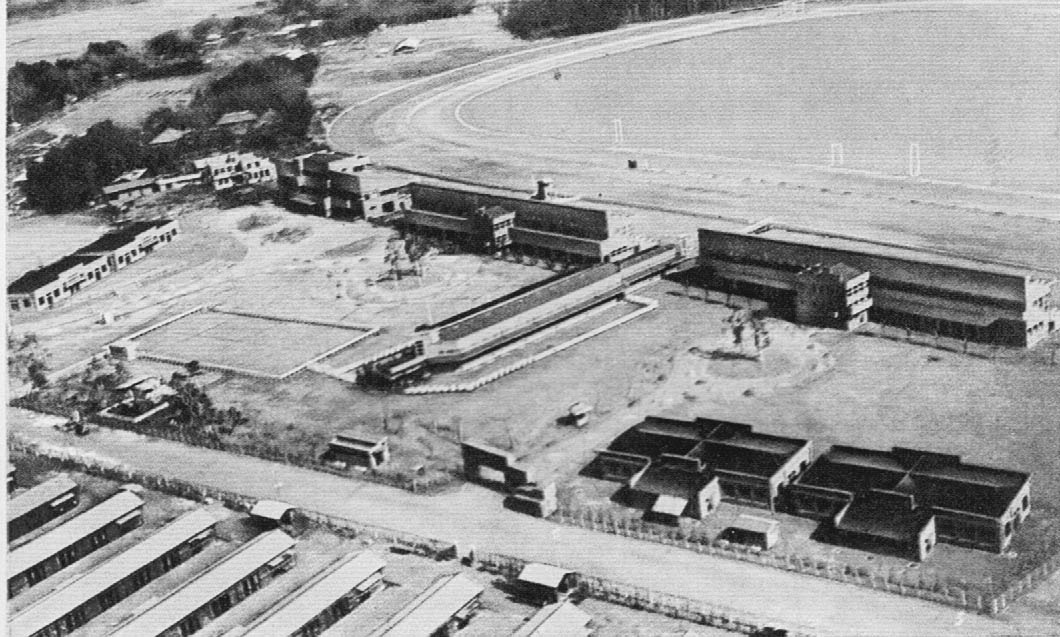
大正時代の中山競馬場

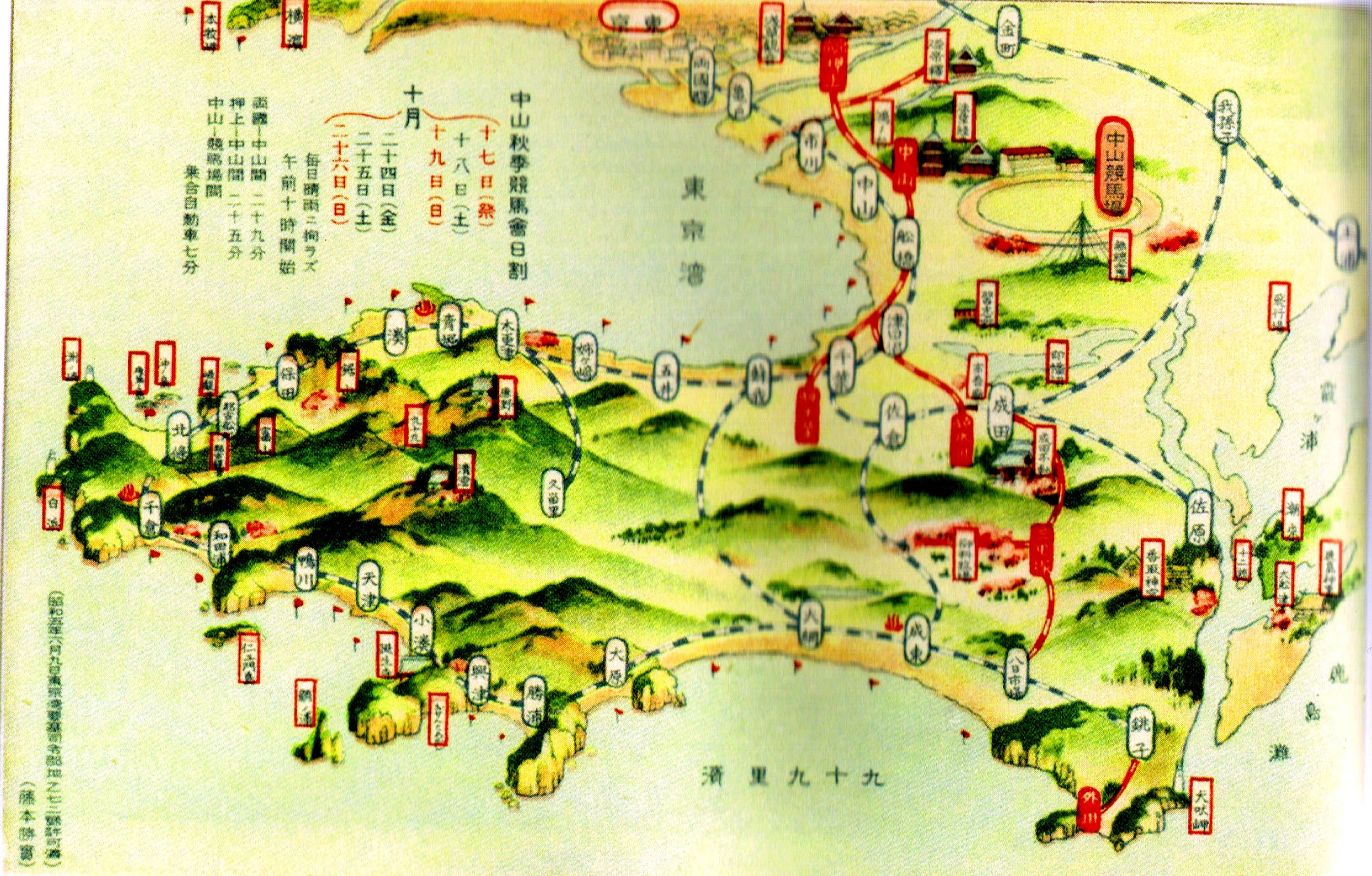
昭和5年（1930年）発行 中山競馬・千葉県観光案内地図

「中山」の名称の由来は、移転当初、施設の大部分が千葉県東葛飾郡中山村（後に中山町となり1934年（昭和9年）11月3日に市川市へ編入、残りは葛飾村に属し1937年（昭和12年）4月1日に船橋市へ編入）に属していたことに由来する。現在地には1927年（昭和2年）10月に建設が決定され、1928年（昭和3年）に開設された。
中山競馬は千葉県における観光事業の1つとなっており、1930年（昭和5年）には観光地図も作られた。
- 1906年（明治39年）- 松戸競馬倶楽部が松戸競馬場を開設（開催は翌年の1907年）。
- 1919年（大正8年）- 陸軍工兵学校の開校に伴い、松戸から東葛飾郡中山村大字若宮(現：市川市若宮）に移転、松戸競馬倶楽部が中山競馬倶楽部と改正。同時に、行徳海岸に競馬場を整備し始める。
- 1920年 (大正9年)3月 - 中山競馬場（初代）で移転後最初の開催が行われる。
- 1923年（大正12年）- 関東大震災の大津波で、行徳海岸に整備していた完成間際の競馬場が壊滅的な打撃を受け、行徳海岸への競馬場移転は断念、東葛飾郡中山村大字若宮(現：市川市若宮)から東葛飾郡葛飾村大字古作（現在の船橋市古作）への移転が決まるが、移転先の土地買収が難航する。
- 1923年秋季～1927年 - 中山競馬倶楽部一部で発生した内紛の影響により競馬開催が行われなかった。
- 1927年（昭和2年）- 地元地権者との土地買収、貸借契約を締結、10月から移転工事開始。70日余りの突貫工事で現在の中山競馬場の場所に移転。
- 1928年（昭和3年）1月 - 現在の中山競馬場にて移転後、最初の開催が行われる。
- 1937年(昭和12年)5月 - 中山競馬倶楽部が日本競馬会に統合、日本競馬会中山競馬場になる。
- 1942年（昭和17年）4月- 競馬開催中にドーリットル隊による日本本土初空襲が行われる。
- 1943年（昭和18年）- 閣議決定で、競馬開催の一時停止が実施される。
- 1944年（昭和19年）3月- 中山競馬場が閉鎖、陸軍に接収され、陸軍軍医学校中山出張所（血清ワクチンの製造工場参考）、立川航空隊（軍需品集積所）、東部第5部隊駐留地、軍管轄の自耕農場などとして活用される。
- 1945年（昭和20年）- 戦時中の食糧難のためほぼ全面が畑になり麦やカボチャ、その他様々な野菜などが植えられていた[9]
- 1946年（昭和21年）- 陸軍軍医学校中山出張所の血清製造工場が千葉県に貸与され、千葉県血清研究所となったが、進駐軍の農場として接収されたため移転。

　9月1日-進駐軍から中山競馬場の土地が返還される。
- 1947年（昭和22年）3月21日-返還後初の競馬が開催される。（返還後初の中山競馬場重賞は、4月3日の中山記念（春）。）
- 1948年9月-国営競馬中山競馬場となる。（従来の競馬施行体(日本競馬会)が独占禁止法に抵触するとGHQが判断したため。1948年9月に解散。）
- 1954年7月1日-日本中央競馬会法が公布される。
- 1954年（昭和29年）9月16日 - 日本中央競馬会法が施行、日本中央競馬会が発足。日本中央競馬会中山競馬場となる。
- 1956年（昭和31年）12月 - 観覧スタンド改築第一期完成[10]。国内の競馬場では初めて観客席側に柱を付けない大屋根構造を採用した[11]。
- 1956年（昭和31年）12月23日 - 第1回中山グランプリ（現在の有馬記念）開催。
- 1960年（昭和35年）
  - 観覧スタンド改築第二期完成[10]。
  - 第5回開催から芝1600m外回りコースの使用を開始[12]。
- 1961年（昭和36年）- 白井分場開場[13]。
- 1966年（昭和41年）- ダートコースが新設[14]。
- 1973年（昭和48年）3月4日 -「地方競馬の怪物」ハイセイコーが大井競馬から中央競馬移籍初戦、弥生賞当日の中山競馬場に、約12万3000人の観客を集める。
- 1974年（昭和49年） - 中山競馬場の厩舎数や在籍馬数は徐々に増え、この年には馬房を貸し付けられている調教師の人数は中山競馬場と白井分場を合わせて46人（JRA全体で162人。またこの人数とは別に馬房貸付されていない調教師がJRA合計で23人いる。）馬房数は定期貸し付け馬房と出張馬房の合計で中山が885馬房・白井が232馬房の計1117馬房、預託契約頭数はサラ系が中山白井合計で1030頭、アラブ系が26頭の合計1056頭。中山競馬場と白井分場の合計総馬房数1117に対し38馬房貸し付けられている調教師がいるのに対し8馬房しか貸付されていない調教師もいるなど厩舎ごとの規模の差は現在より大きかった。この年までに栗東トレーニングセンターはすでに開業していたが美浦トレーニングセンターは造成中である[15]。
- 1976年 (昭和51年) 6月 - 28端末の複合投票券（ユニット馬券）システムを導入[16]。
- 1978年 (昭和53年) 3～4月 - 中山競馬場内（白井分場含む）にあった厩舎は新設された美浦トレーニングセンターに移動した。中山競馬場所属の調教師や厩務員なども移転した[17]。1977年、中山競馬場には885の馬房があったが常駐していた馬はすべて美浦トレセンに移動。1982年には馬房の数は270に減り、それは出張馬房として使われた[18]。白井分場は馬事公苑白井分苑となり、1982年に「JRA競馬学校」となって現在に至る[13]。

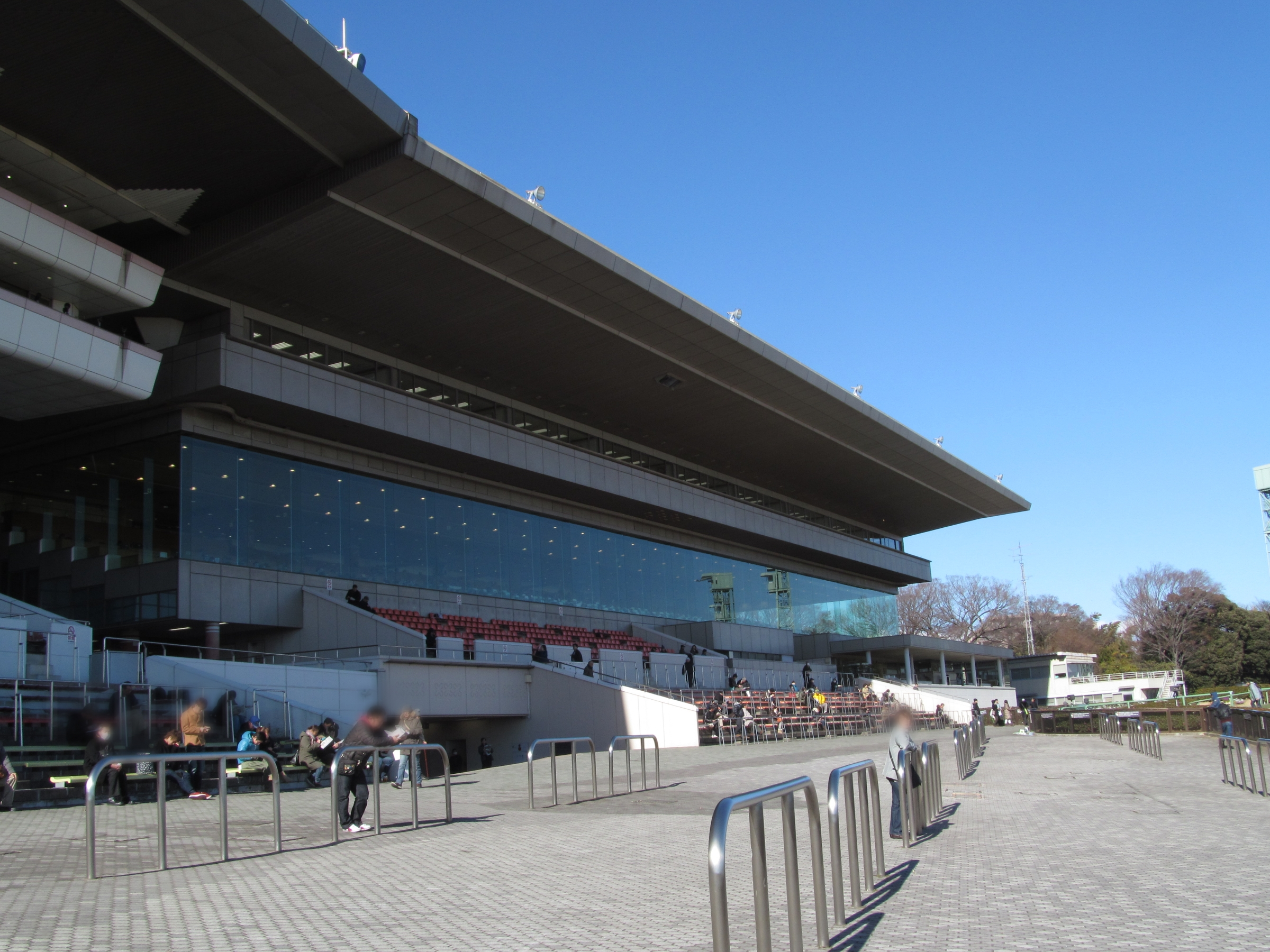
クリスタルコーナースタンド

- 1985年（昭和60年）11月 - 新スタンド「クリスタルコーナー」が増築される。
- 1985年（昭和60年）12月 - 中山競馬場にターフビジョンが初導入される。
- 1988年（昭和63年）2月 - 現メインスタンド改築着工[11]。（スタンド改修工事のため、1988年第2回・第3回開催は東京競馬場で、第4回開催は新潟競馬場でそれぞれ開催された。皐月賞は東京競馬場で開催され、中山大障害(春)は東京大障害として東京競馬場で開催された。）
- 1989年（平成元年）2月 - 新スタンドA棟(現スタンド北側)が完成、第2回中山競馬から運用開始 。
- 1989年（平成元年）9月 - 新スタンドB棟(現スタンド中央付近)、新入場門、新バスターミナルが完成し、第4回中山競馬から運用開始。
- 1990年（平成2年）11月 - 新スタンドC棟・D棟（現スタンド中央付近から南側）とレストラン棟が完成、現メインスタンド竣工[11]。
- 1990年（平成2年）12月23日 - 第35回有馬記念の中山競馬場の入場人数が177,779名を集める。（中山競馬場の入場人数レコード。）
- 2001年（平成13年）3月 - 前年に亡くなったハイセイコーの功績をたたえて、正門とパドックの間に、JRA中山競馬場モニュメント「讃  ハイセイコー号」像が制作・設置される。
- 2002年 （平成14年）1月・9月〜11月 - 東京競馬場スタンド改修工事の影響で、本来の第1回中山競馬は東京競馬場で、第4回中山競馬は新潟競馬場で（この年のスプリンターズステークスは、新潟競馬場で施行）、例年の第4回・5回東京競馬開催がいずれも中山競馬場にて振替開催された。
- 2003年（平成15年）2月 - 東京競馬場スタンド改修工事の影響で、例年の第1回東京競馬開催が中山競馬場で振替開催された。
- 2009年（平成21年）9月 - 新しいターフビジョン（マルチターフビジョン、ハイビジョン対応)が導入される。
- 2011年（平成23年）
  - 東日本大震災により、3月12日から4月17日までの開催を中止[19][20]。これに伴い、皐月賞が4月24日に東京競馬場での開催となった。
  - なおこれに付随して中山競馬場で当初予定されていた重賞競走のうち、日経賞、スプリングステークス、ニュージーランドトロフィーは阪神競馬場に移設。更に出走馬のローテーション間隔の確保の観点から、当初3月20日で終える予定だった小倉競馬場の開催を4月17日まで延長する処置を取った[注 3]。
  - 第2回福島競馬開催期間にあたる6月18日（土）から7月10日（日）を、第3回中山競馬として施行した[21]。

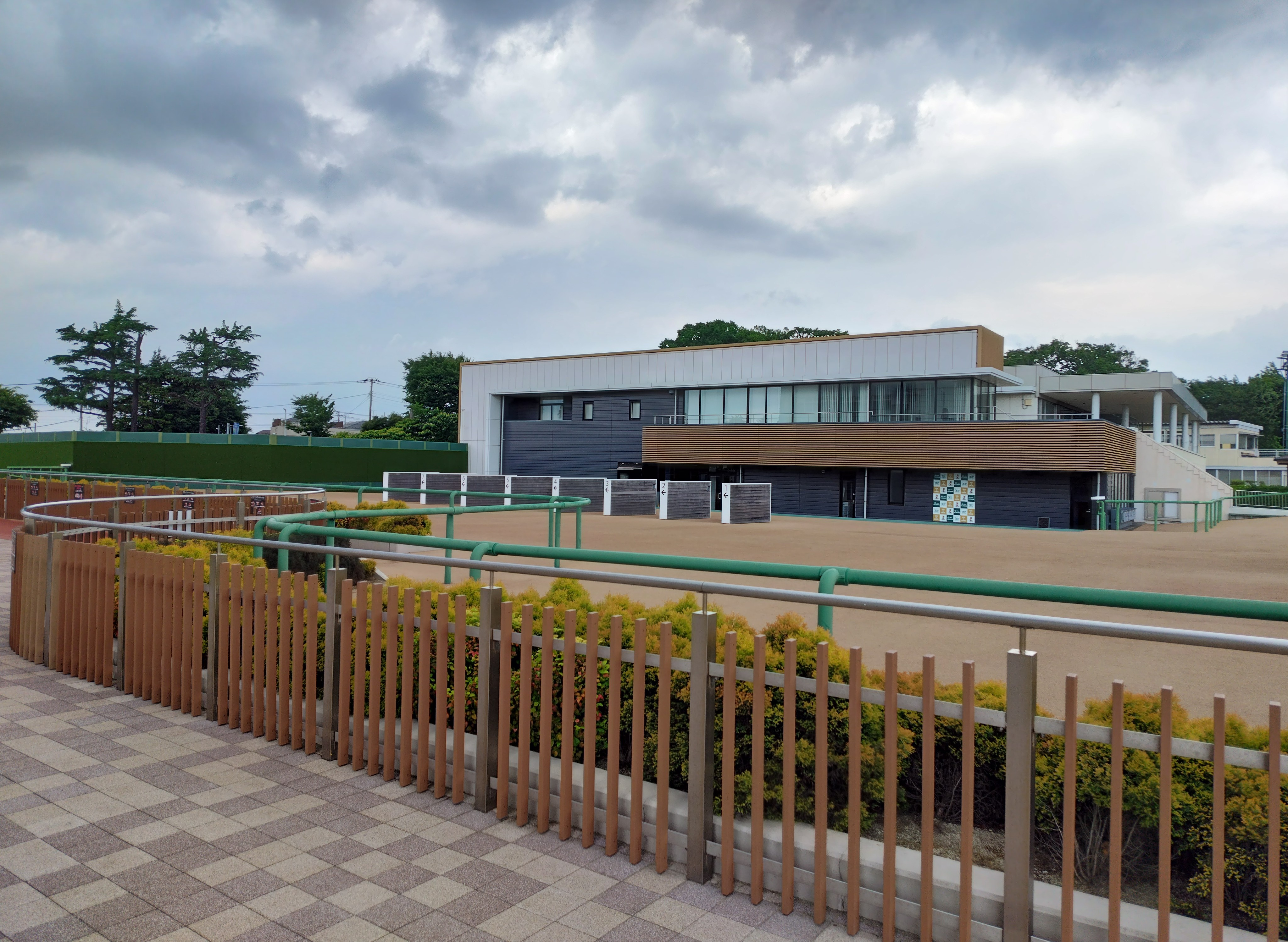
クリスタルコーナースタンドのファンエリア部分の建物のみを解体 ※残った検量室部分を整備したのが現在の中山競馬場検量室

- 2014年(平成26年) - メインスタンドなどの改修工事が1年間にかけて行われた。そのうち、9月には検量室付近の工事が行われるため、例年の4回中山開催は中止し、新潟競馬場へ振替開催された。競走馬を身近に感じられる環境を提供するため、パドックと競走トラックコースを結ぶ「馬のハナミチ」を整備、さらにそれに付随したウィナーズサークルや検量室エリアの拡充工事をするため、これまで観客に開放してきた「クリスタルコーナー」のファンエリアは、2014年1月に行われた2014年度第1回中山競馬の開催終了をもって閉鎖された。以後同コーナーの建物は業務エリアとして利用されている[22][23]。
- 2018年（平成30年）9月～12月 - 中山競馬場開設90周年を記念して、スタンド施設リニューアル（第一期）が施行される。（グランプリガーデンの新設、JR船橋法典駅連絡地下通路のリニューアル等。）
- 2020年（令和2年） - 第2・3・4回開催の全日はCOVID-19の感染拡大防止のため「無観客競馬」として実施。
- 2021年（令和3年） 
  - 第1回開催の2～8日、第2回開催の全日、第3回開催の1・2日はCOVID-19の感染拡大防止のため 「無観客競馬」として実施[24][25][26][27]。
  - 9月〜12月 - スタンド施設リニューアル（第二期）が施行される。（パドックビジョンの更新、法典門からメインスタンドまでの地下通路（後に一般公募でメモリアルウォークと命名される）のリニューアル等。）
- 2023年(令和5年)
  - 7月頃 - コース内の馬場照明が増設される。
  - 12月 - 第5回中山競馬開催から増設された馬場照明の使用が開始される。（それまでの年末・年始の中山競馬開催は、日没時間の関係でレース発走順が最初だったが、馬場照明増設でレースの発走時間を繰り下げる事が可能になる。（例→中山大障害発走時間14:45→15:05、有馬記念発走時間15:25→15:40等。）

## コース概要

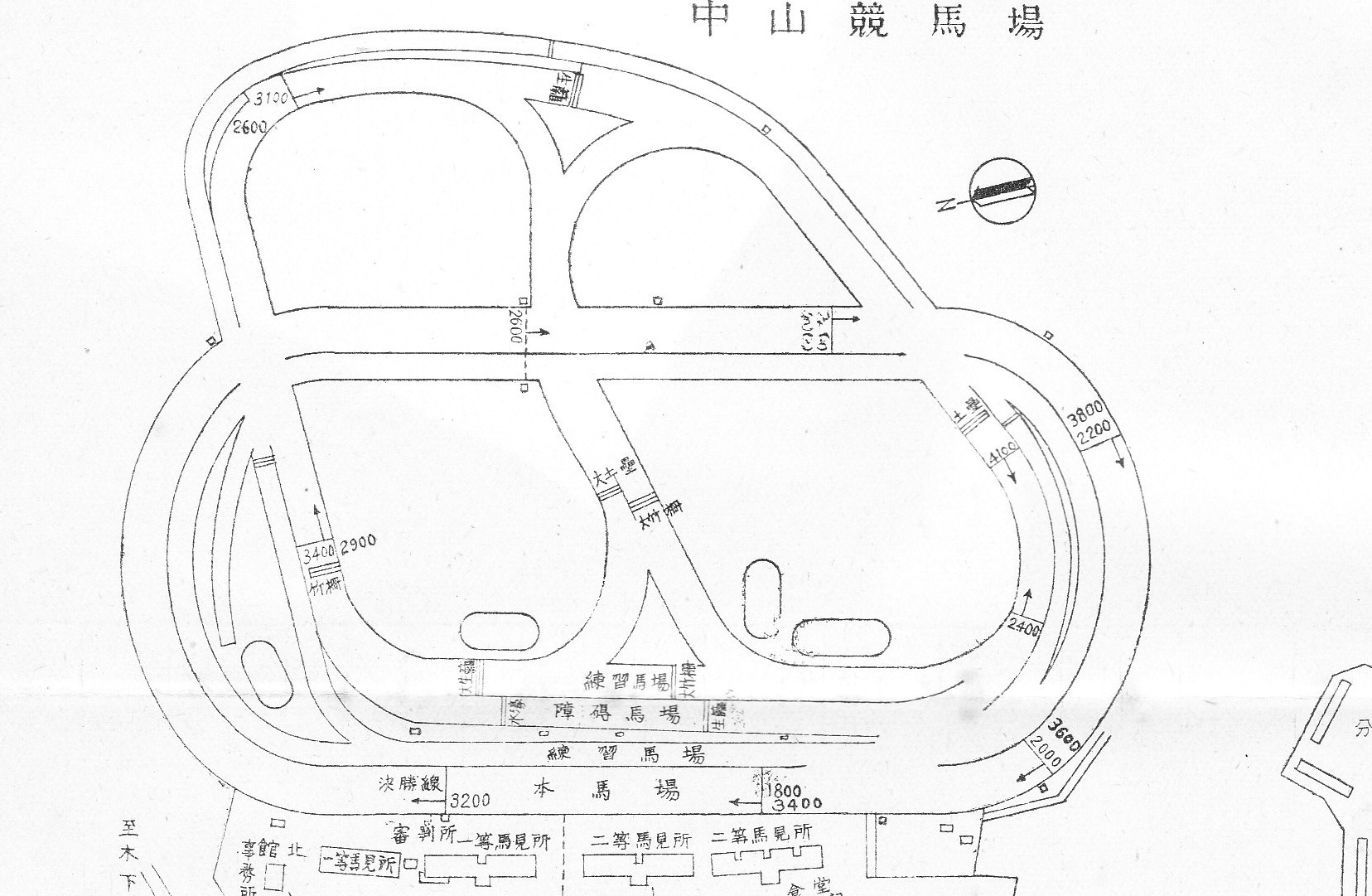
1940年の走路図

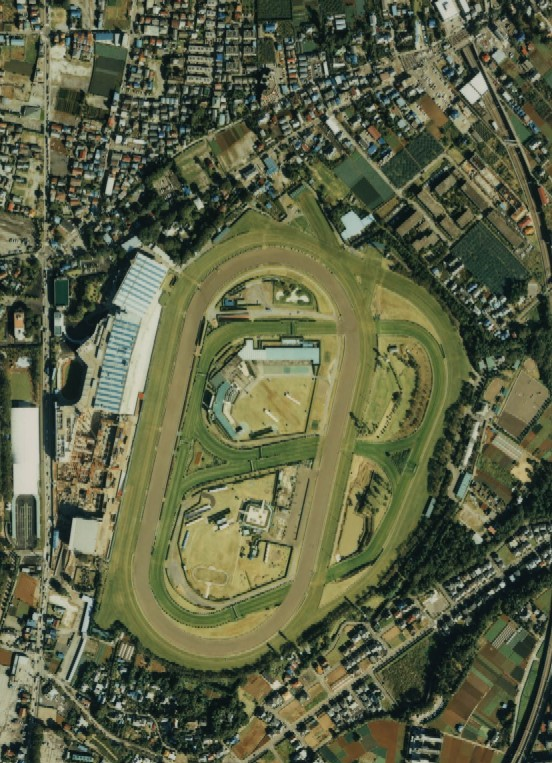
中山競馬場付近の航空写真（1989年） ※

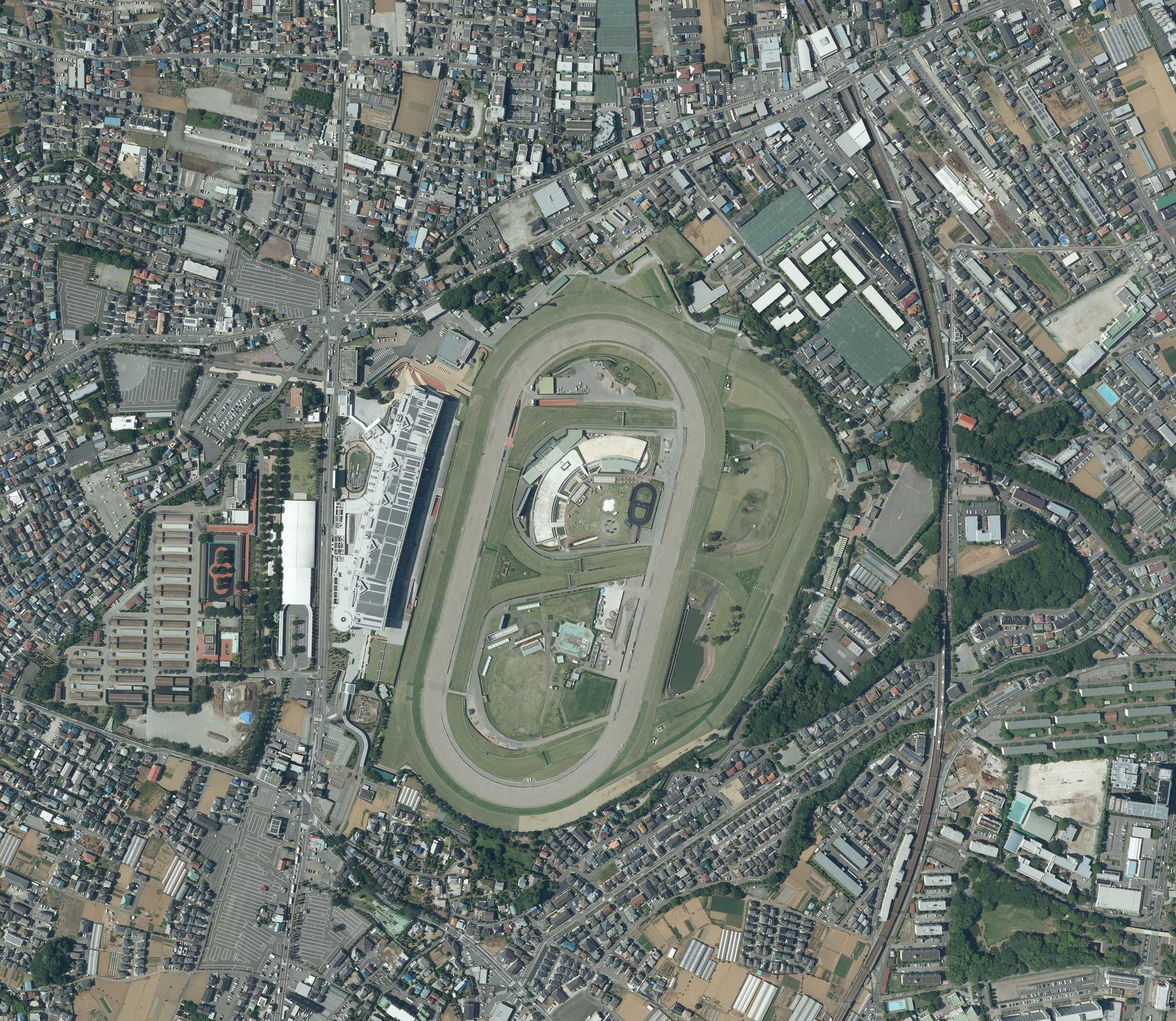
中山競馬場付近の航空写真（2019年） ※

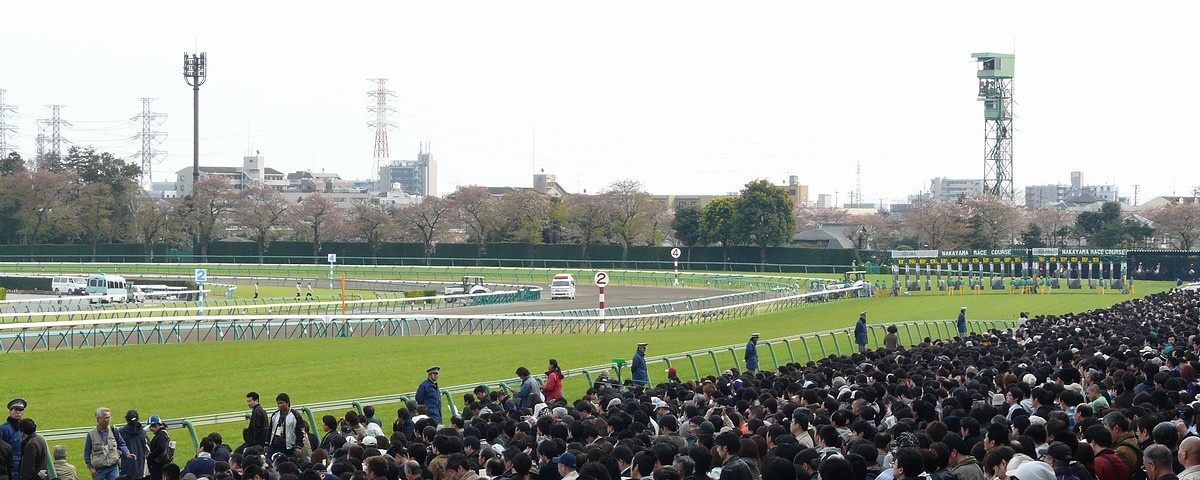
ゴール前の坂

主要4場の中では最も直線が短く小回りなコースで、主要4場以外と比較した場合でも、内回りコースの1周距離は札幌競馬場（1640.9メートル）とほぼ同じ。
コース全体の高低差は芝コースで5.3メートルあり、これはJRAの競馬場の中では最大となる。ダートコースも全体の高低差が4.5メートルとなっている。ゴール前では残り180メートルから70メートルの地点に高さ2.2メートルの上り勾配がある。JRAではこれを「急坂」と称しており、ゴール前の逆転劇につながるとしている。

### 芝コース
芝コースは内回りと外回りがあり、内回りはコーナーの半径が小さい小回りコースとなっている。外回りは内回りの第2コーナーから分岐し、第3コーナーで再び内回りに合流する。外回りコース全体でみると3コーナー側がやや潰れたおむすび状のコースとなっている。
- 1周距離[28]
  - Aコース: 内回り1667.1m, 外回り1839.7m
  - Bコース: 内回り1686m, 外回り1858.5m
  - Cコース: 内回り1704.8m, 外回り1877.3m
- 直線: 310m（全コース共通）[28]
- 出走可能頭数(フルゲート)[34]
  - Aコース
    - （内回り）2000mは18頭, その他16頭
    - （外回り）2200mは18頭, その他16頭

  - Bコース
    - （内回り）2500mは14頭, 1800m・3200mは15頭, 3600mは16頭, 2000mは18頭
    - （外回り）2600mは13頭, 2200mは18頭, その他は16頭

  - Cコース
    - （内回り）2500mは12頭, 1800m・3200mは14頭, 3600mは16頭, 2000mは18頭
    - （外回り）2600mは10頭, 2200mは18頭, その他は16頭
- 距離設定[28]
  - 内回り: 1800m, 2000m, 2500m, 3600m
  - 外回り: 1200m, 1600m, 2200m, 2600m[注 5], 4000m[注 6]
  - 外→内: 3200m

2016年までコース図に芝1000m, 芝1400mの設定もあったが、長らく実施されず、2017年にコース図から削除された。
2021年まで1月から3月までの期間（2015年以降は重賞競走を除く）出走可能頭数を下記の通り制限していた。
- Aコース
  - （内回り）一律16頭
  - （外回り）一律16頭
- Bコース
  - （内回り）2500mは14頭, 1800m・3200mは15頭, 2000m・3600mは16頭
  - （外回り）2600mは13頭, その他16頭
- Cコース
  - （内回り）2500mは12頭, 1800m・3200mは14頭, 2000m・3600mは16頭
  - （外回り）2600mは10頭, その他16頭

### ダートコース
ダートコースは芝・内回りコースの内側に設けられている。急坂はあるものの、芝・内回りと同様に、コーナーの半径が小さい小回りコースとなっている。
- 1周距離: 1493m[28]
- 直線: 308m[28]
- 出走可能頭数(フルゲート): 1700mは12頭, 1000mは14頭, その他16頭[34]
- 距離設定: 1000m, 1200m, 1700m, 1800m, 2400m, 2500m[28]

### 障害コース

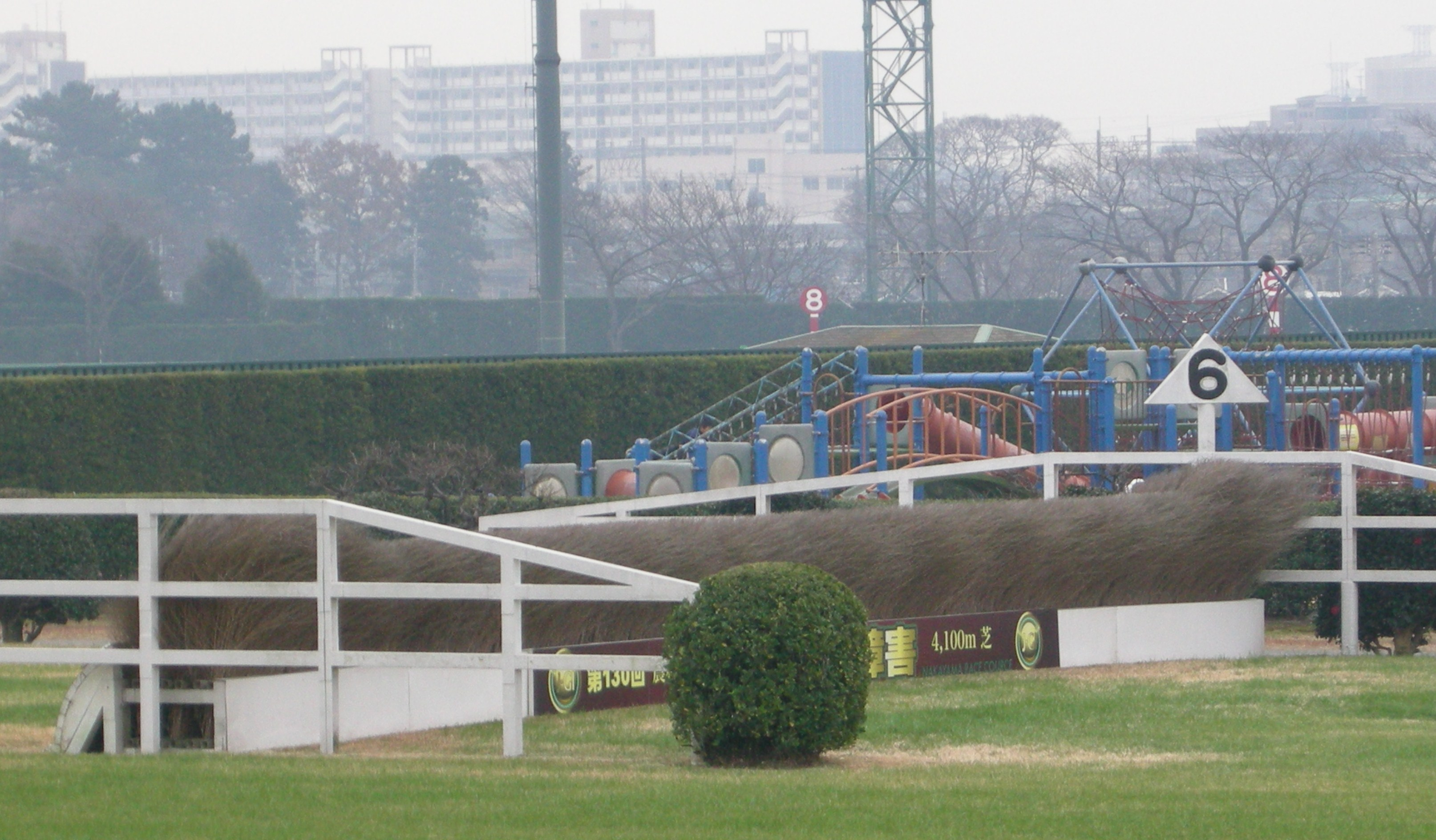
大竹柵

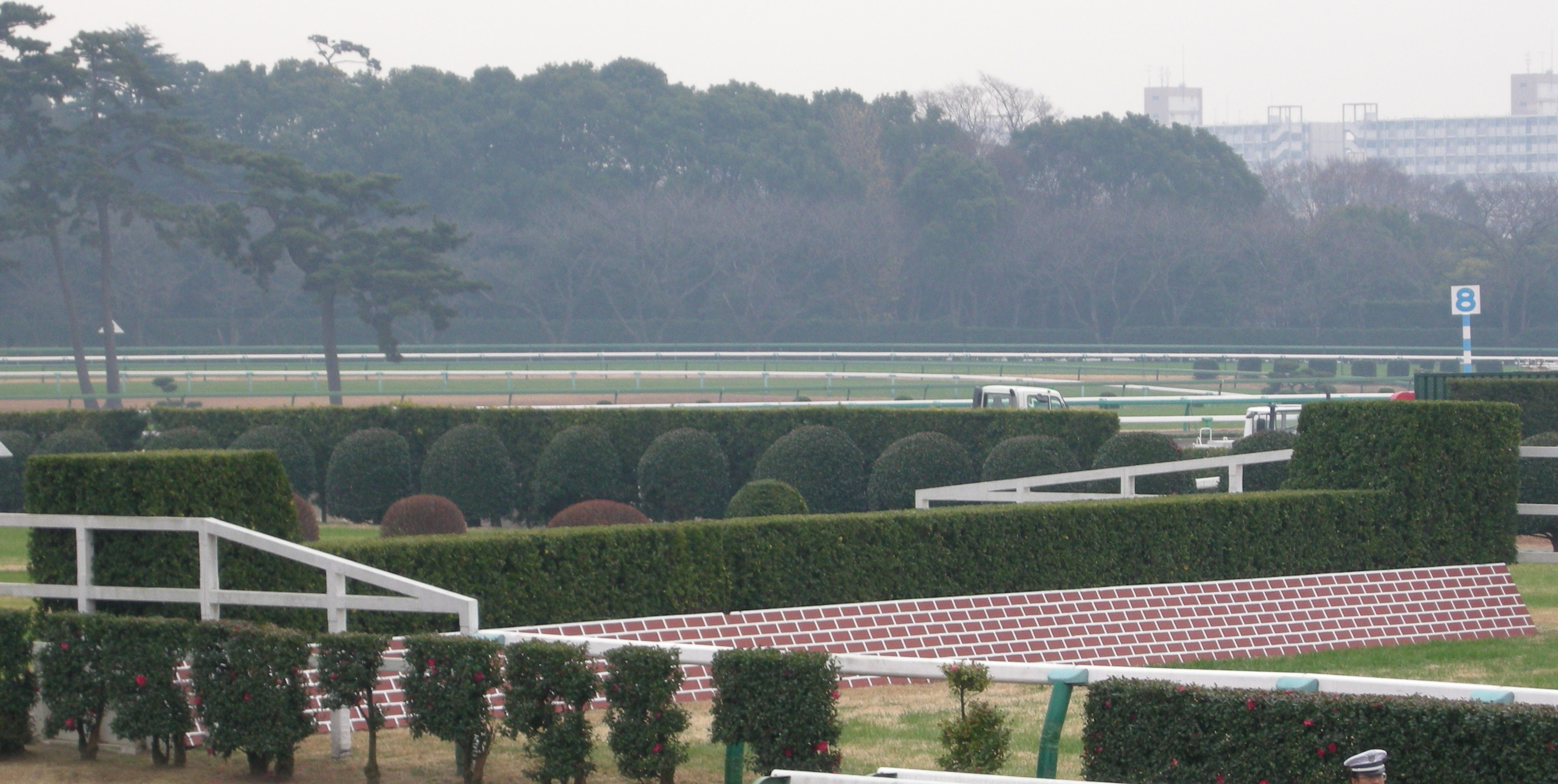
大生垣

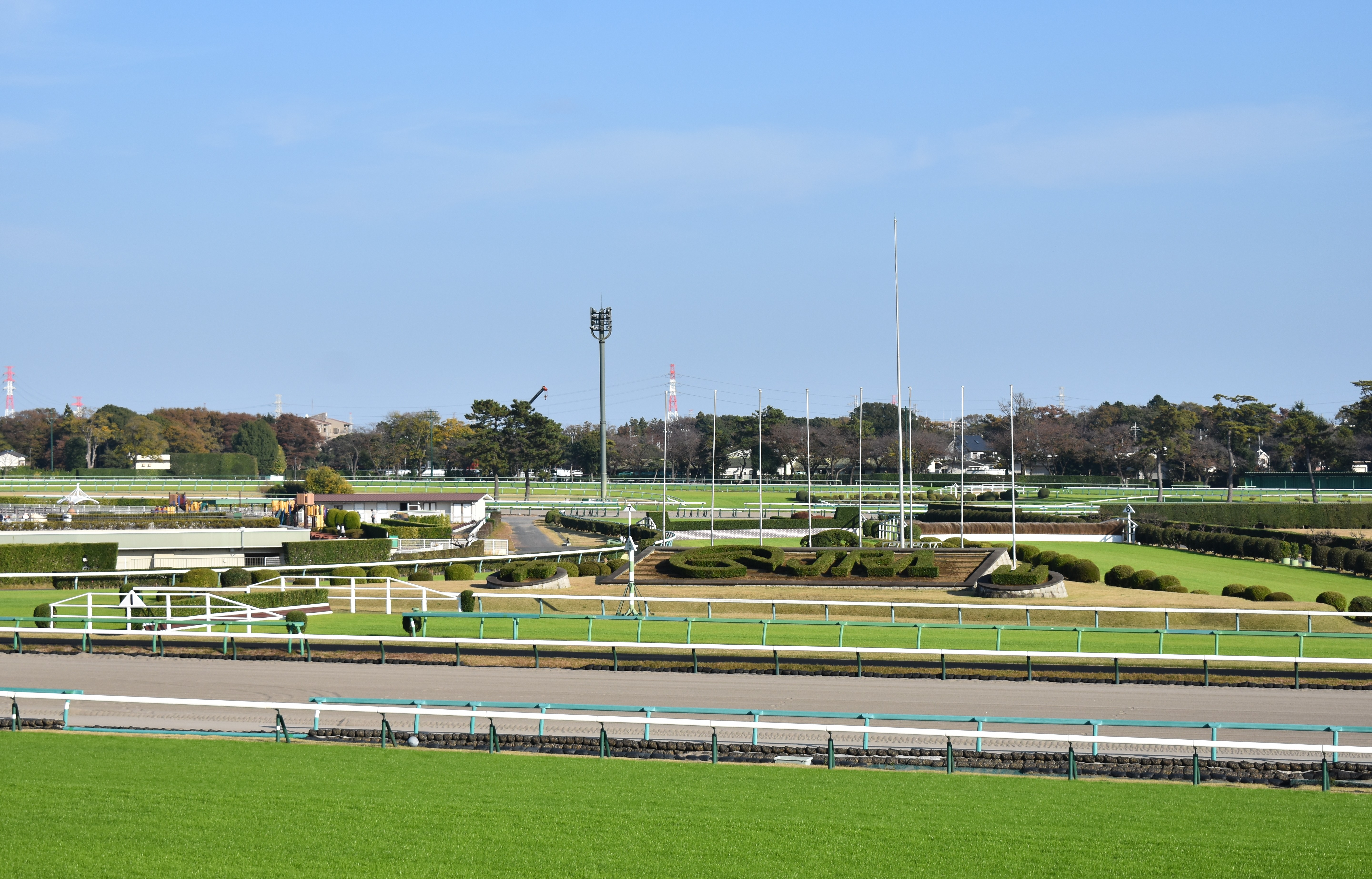
スタンド側から見た大生垣障害と大竹柵障害 ※手前には1号障害も見える

障害コースはダートコースの内側から芝・外回りコースの内側に設けられている。途中でダートコース・芝内回りコースを横切る形態となっており、中央部の襷コースは大竹柵と大生垣を備えた「大障害コース」となっている。大障害コースは年に2回、中山グランドジャンプと中山大障害しか使用されない。また、地形を生かした深い谷を上り下りするバンケットも、特徴のひとつとなっている。
- 1周距離: 1456.4m[28]
- 襷コース: 447.5m, 424.3m[28]
- 出走可能頭数（フルゲート）
  - 直線芝: 3570m・4100m・4250m・4260mは16頭, その他14頭[40]
  - 直線ダート: 一律14頭[40]
- 距離設定
  - 芝: 2710m, 3030m（外）, 3210m, 3350m（外）, 3370m（外）, 3570m, 4100m (大障害), 4250m (外・大障害), 4260m (外・大障害)[28][40]
    - （外）は2周目の2コーナーから芝・外回りコースに入る。

  - ダート: 2700m, 2880m, 3200m, 3550m[28]

#### 障害の概要
各障害の概要は下表の通り。
10個の飛越障害と、3箇所の谷（バンケット）で構成されている。
| 呼称            | 形態                       | サイズ・高低差                         | 位置                                                          |
| --------------- | -------------------------- | -------------------------------------- | ------------------------------------------------------------- |
| 1号障害         | 水壕                       | 高さ1.2m 幅3.7m (生垣0.7m、, 水壕2.7m) | 障害コース 正面スタンド前                                     |
| 2号障害         | 生垣 片面飛越              | 高さ1.4m 幅2.4m (生垣1.4m)             | 障害コース 正面スタンド前                                     |
| 3号障害         | 生垣 片面飛越              | 高さ1.4m 幅2.3m (生垣1.3m)             | 障害コース 1 - 2コーナー中間                                  |
| 4号障害         | 竹柵 片面飛越 （上下動式） | 高さ1.2m - 1.3m 幅1.6m (竹柵0.95m)     | 障害コース バックストレッチ                                   |
| 5号障害         | 生垣 両面飛越              | 高さ1.4m 幅2.4m (生垣1.4m)             | 障害コース 3 - 4コーナー中間                                  |
| 6号障害         | 大竹柵 片面飛越            | 高さ1.6m 幅2.05m (竹柵1.4m)            | 襷コース （大障害コース）                                     |
| 7号障害         | 大生垣 片面飛越            | 高さ1.6m 幅2.4m (生垣1.4m)             | 襷コース （大障害コース）                                     |
| 8号障害 9号障害 | ハードル 片面飛越          | 高さ1.3m 幅1.5m (竹柵0.4m)             | 芝コース 8号障害: バックストレッチ 9号障害: 3 - 4コーナー中間 |
| 10号障害        | ハードル 片面飛越          | 高さ1.2m 幅1.15m (竹柵0.5m)            | 芝コース ホームストレッチ                                     |
| 1号坂路         | 谷 （バンケット）          | 下り1/8 上り1/19 長さ78m, 高さ3.57m    | 障害コース 第2コーナー                                        |
| 2号坂路         | 谷 （バンケット）          | 下り1/12 上り1/11 長さ113m, 高さ5.30m  | 襷コース （大障害コース）                                     |
| 3号坂路         | 谷 （バンケット）          | 下り1/12 上り1/8 長さ92m, 高さ4.74m    | 障害コース 第3コーナー                                        |

## 主な設備

### 入場門
- 正門

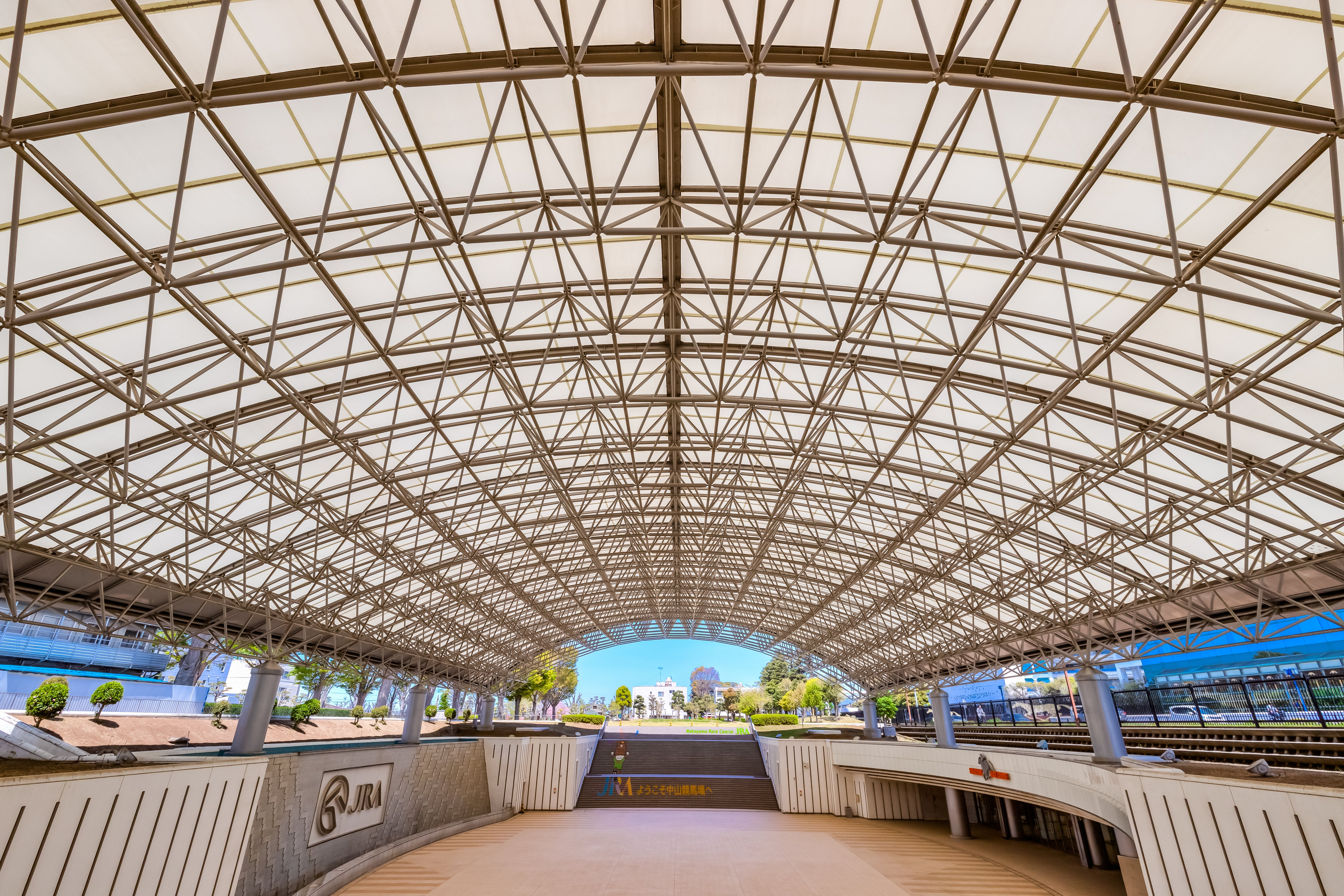
中央門

- 中央門（以前は開門時刻前より開いており、スタンドB1階エリアに入場可能であった）
- 法典門（基本は、JR武蔵野線・船橋法典駅の臨時口改札利用時のみ利用可。それ以外から利用の場合は、船橋法典駅で駅入場券を購入する必要がある。）
- 南門

※なお皐月賞、有馬記念当日は、多くの競馬ファンが入場し、スタンド席だけでは収容しきれない場合がある時、大障害コースをファンに開放する場合もある。2020年の新型コロナウィルス発生以後は、一般入場券も含め全席完全前売り制だったが、段階を追って当日券の発売（競馬場共通回数券も使用可能）を再開しており、2023年では、上記2競走当日のみが完全前売り制。他はGI級を含め、前売り券（指定席は全席前売りのみ）と一般入場券のみ当日券を併売している。

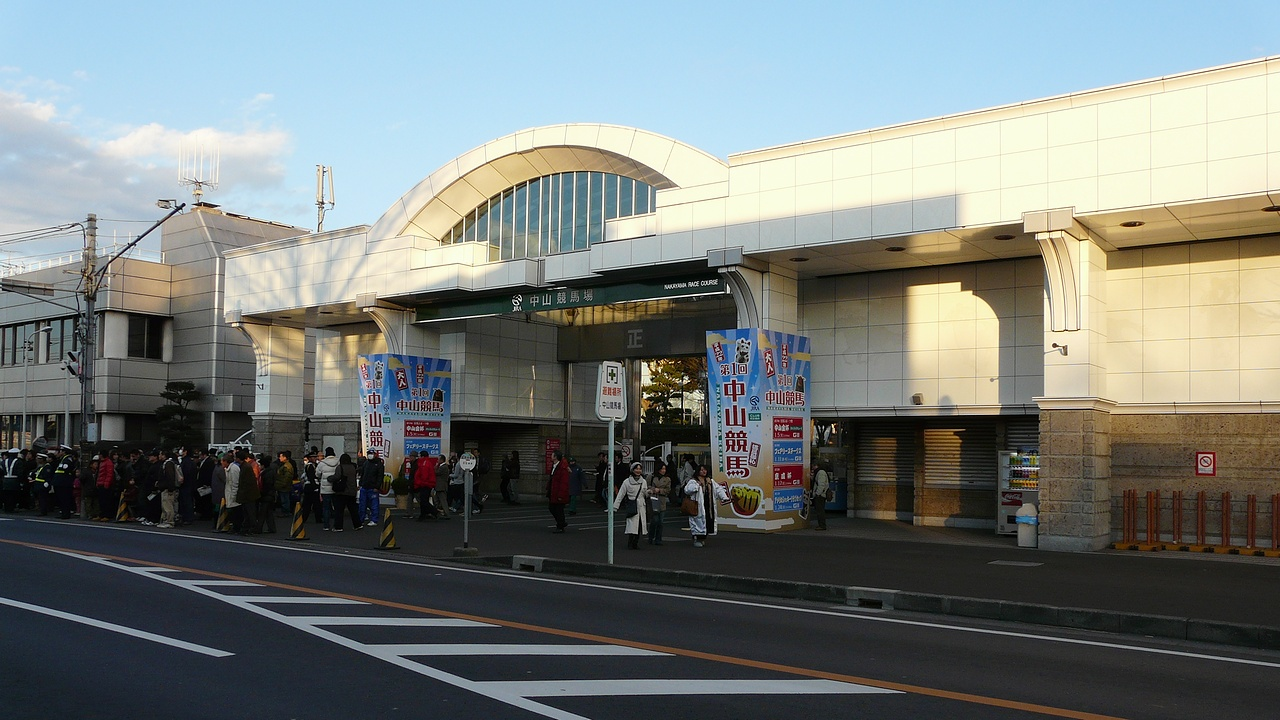
正門
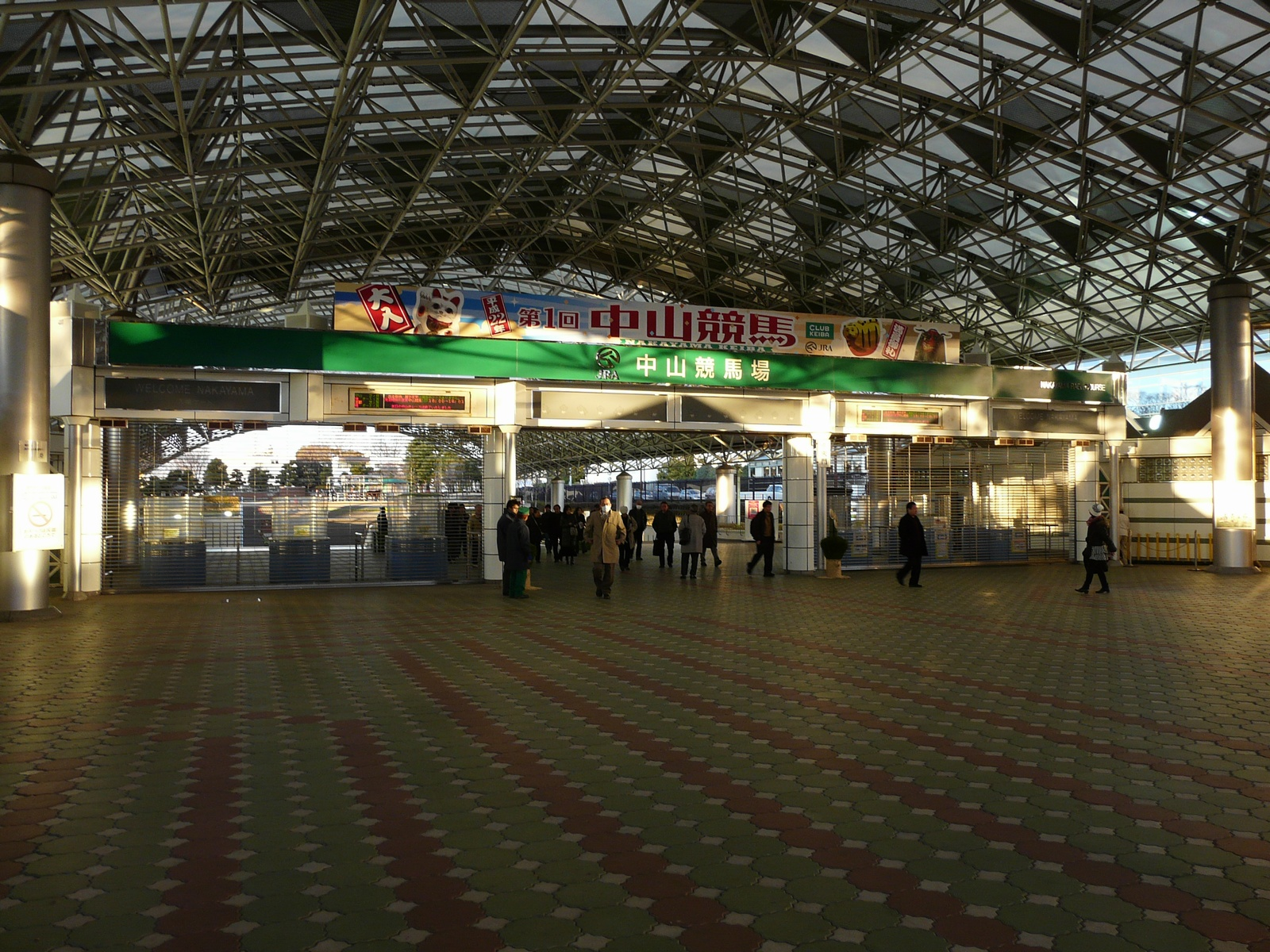
中央門のゲート
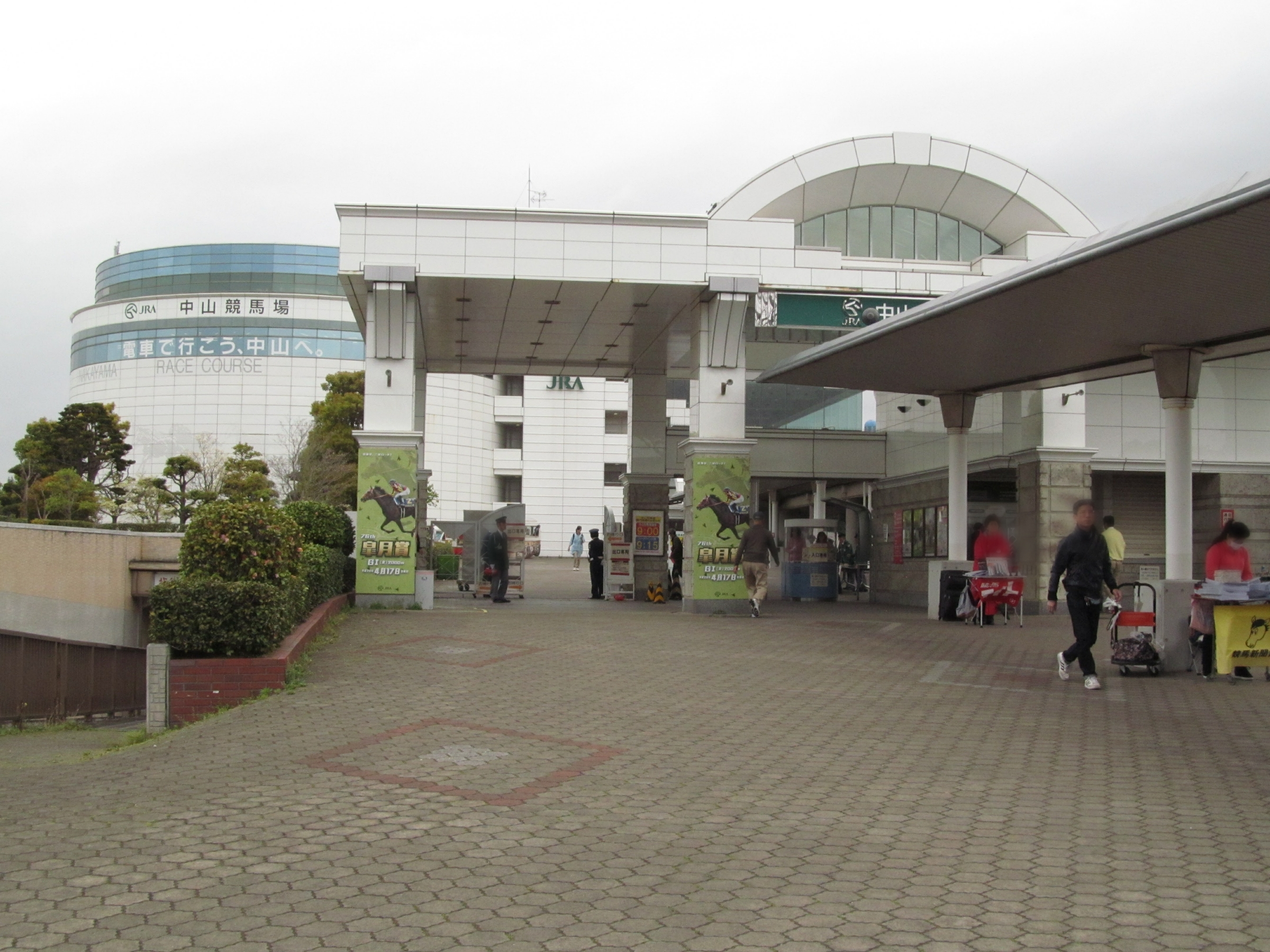
南門
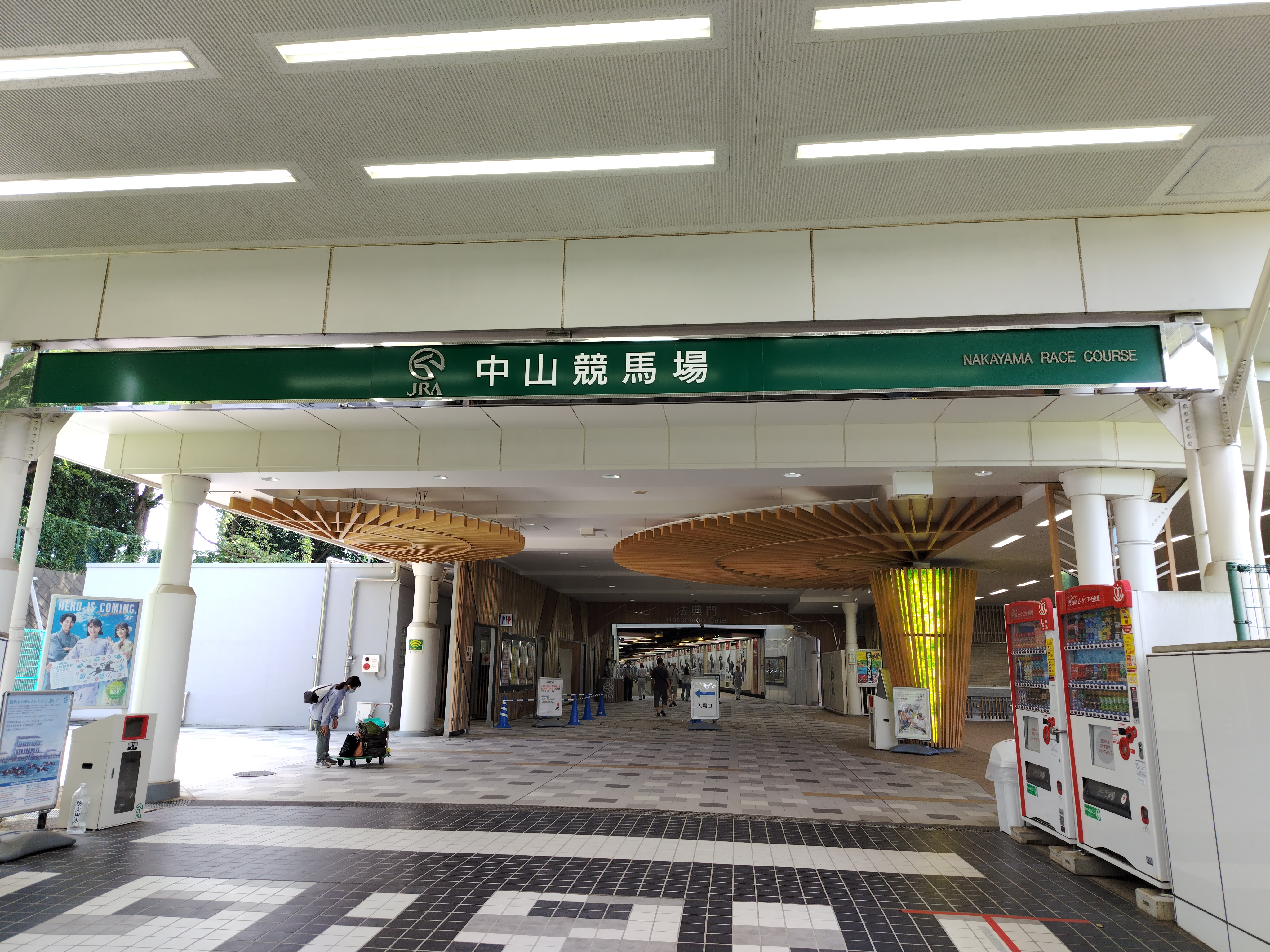
法典門

### 指定席
インターネット予約による事前予約による販売が行われている。全席禁煙、別途入場料200円が必要となる。
- G-Seat(5階・6階) 456席/3,300円
- A-Seat(3階)　1,024席/2,800円
- V-Seat(4階) 852席/2,800円
- B-Seat(3階) 272席/2,000円
  - 2012年第4回開催より。以前のA指定席の一部をリニューアルして設定された。座席にモニターは設置されていない。
- K-Seat(3階)　424席/ 2,800円
- UMACAシート(3階) 188席/3,000円
  - 2006年第5回開催より。以前のB指定席からリニューアルされた。2012年第4回開催より席数が拡大されているが、2024年6月23日をもって運用を終了した。
- ボックスシート（4階）48テーブル192席　4名1組で発売される。
  - 2006年第5回開催より。以前のB指定席からリニューアルされた。
- 車椅子席 (4階)4席 同伴者は、1名まで無料になる。
- シルバー席 (2階<屋外>/274席/当日先着順)
- シニアサロン (地下1階/150席/シニアサロンメンバー限定)
- シニアサロン (3階/112席/ 4階/74席/ いずれもシニアサロンメンバー限定, 当日先着順）

（廃止された指定席）
- レディースペア席 (4階/44席<22組>/禁煙/当日先着順)は、2008年末にて廃止された。
- i-Seat (クリスタルコーナー3階/202席/禁煙/2,800円/JRAカードによるインターネット予約)2014年1回開催をもって閉鎖された。

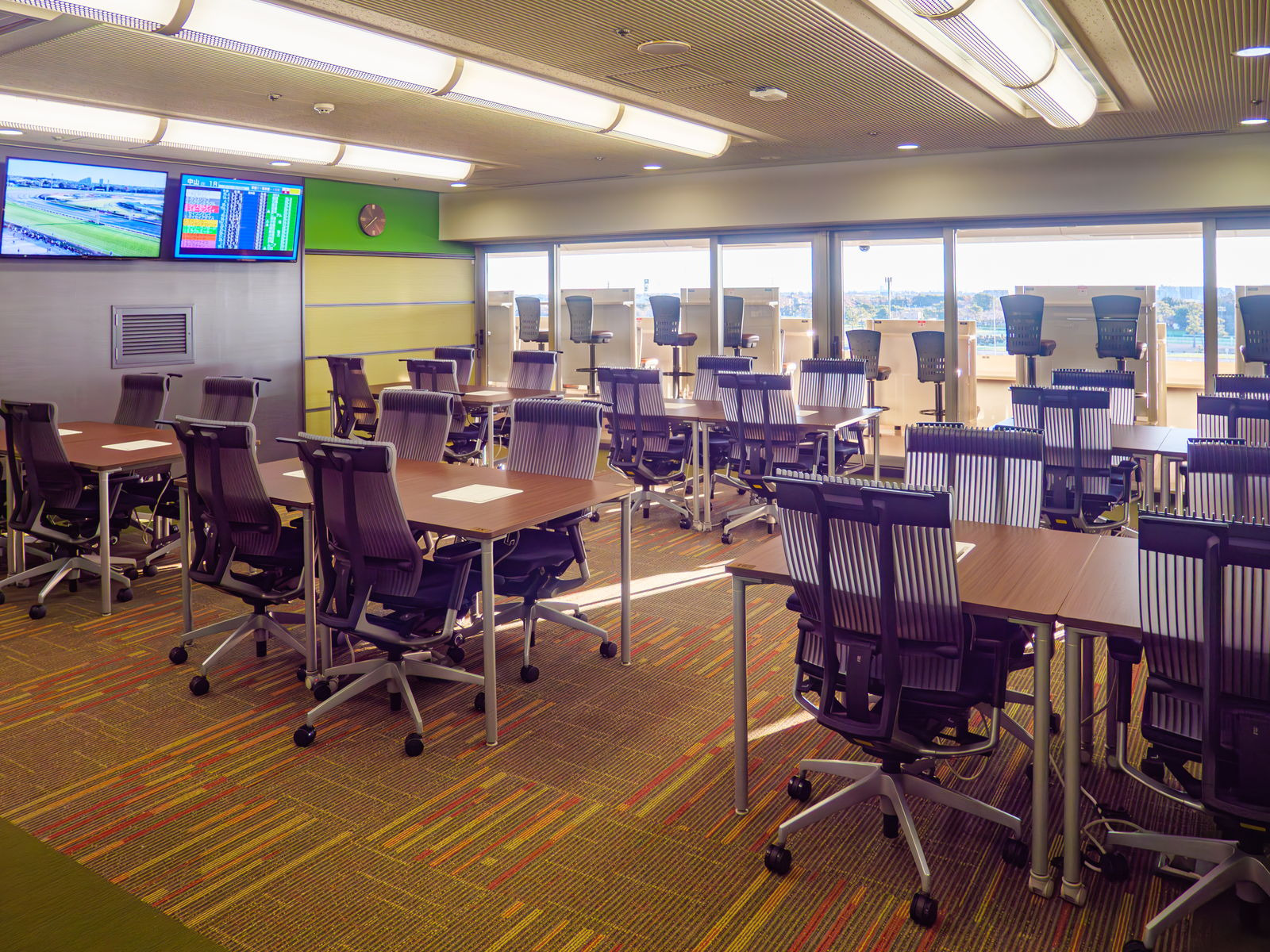
G-Seat室内席
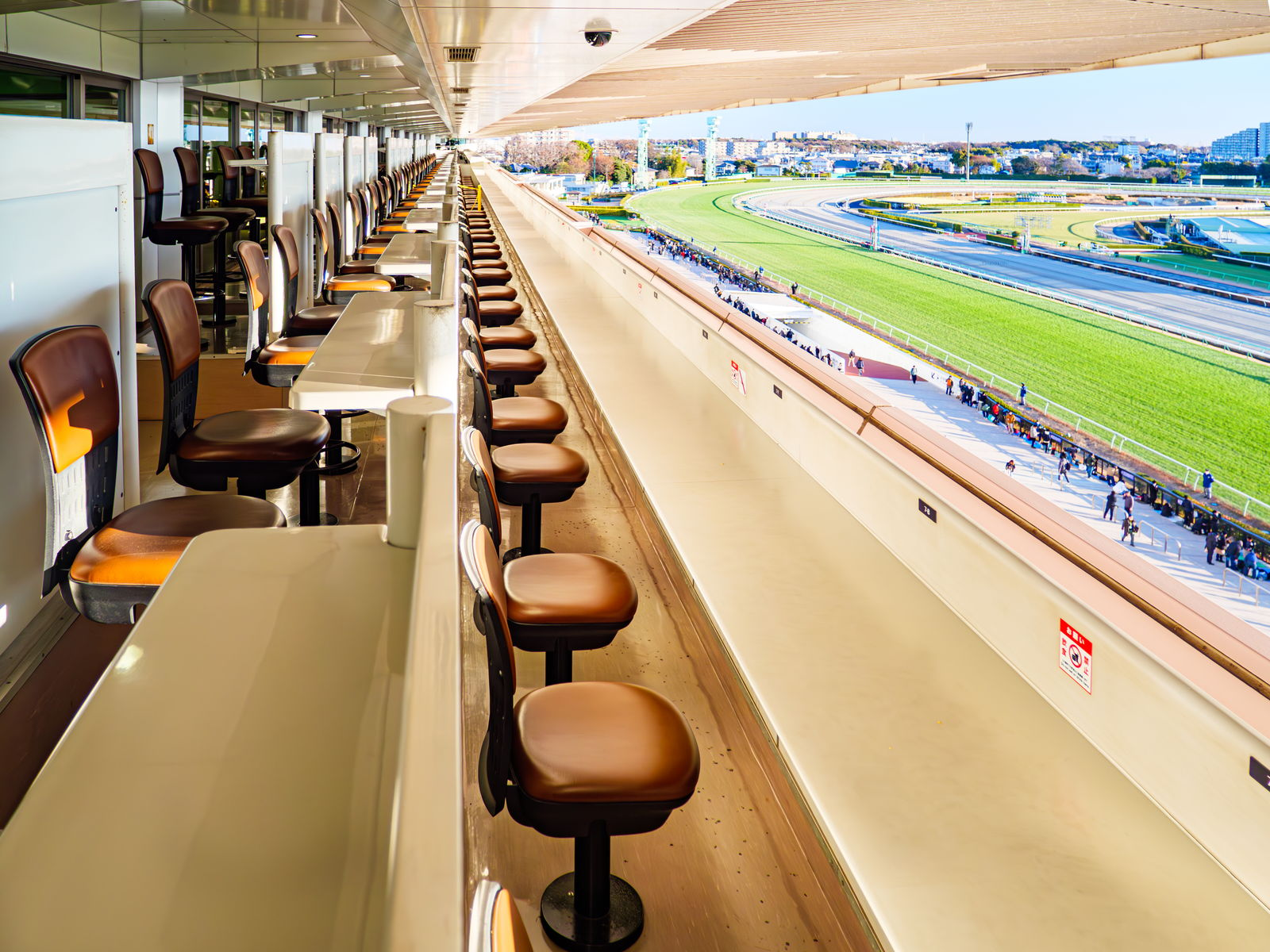
G-Seat屋外席
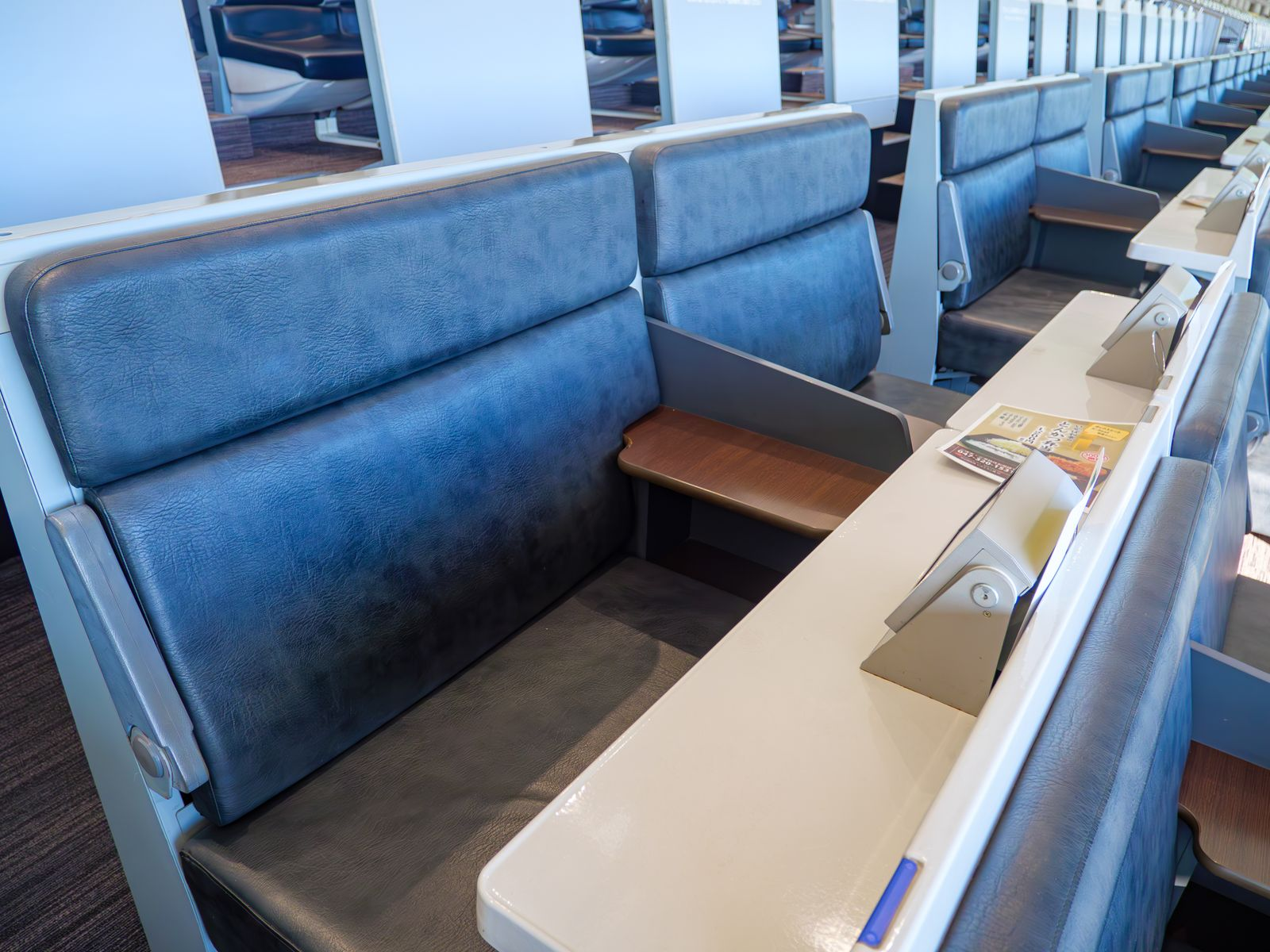
K-Seat
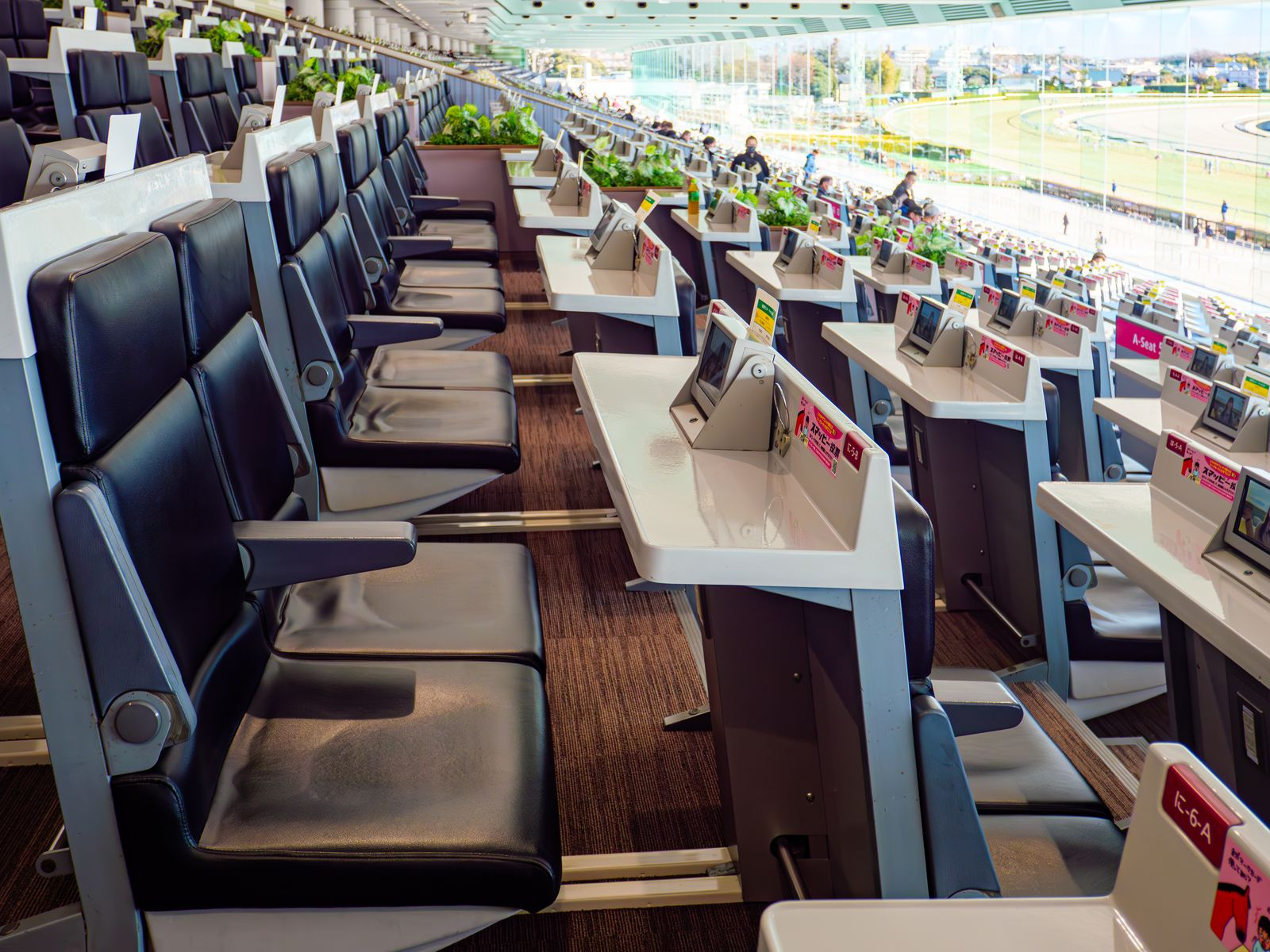
V-Seat

### 場内ミニFM
場内ではミニFM放送で各放送局の音声を送信している。周波数は以下のとおり。
- 87.0MHz…グリーンチャンネル「中央競馬全レース中継」
- 87.5MHz…ラジオNIKKEI第1放送
- 88.0MHz…ニッポン放送
- 88.5MHz…ラジオ日本

2001年末まではメディアホールでJRAオリジナルのミニFM放送を行っていた（1992年から2000年末までTurf Sound Station ターフ・サウンドステーション・2001年はGreen WAVE・周波数は87.0MHz）。
2020年第5回開催から上記ミニFM放送サービスが廃止された。

### その他設備
- コインロッカー（G・3 - 1階）
- 食堂（4 - 2階・B1階）
- イベントホール（旧メディアホール。3 - 1階）
- ホースレースiスポット（2階）
- 北フードコート（旧ファーストフードプラザ）・南フードコート（旧レストランプラザ）・センターコート（旧ベンジャミンプラザ）・ターフィーショップ・ドラッグコーナー

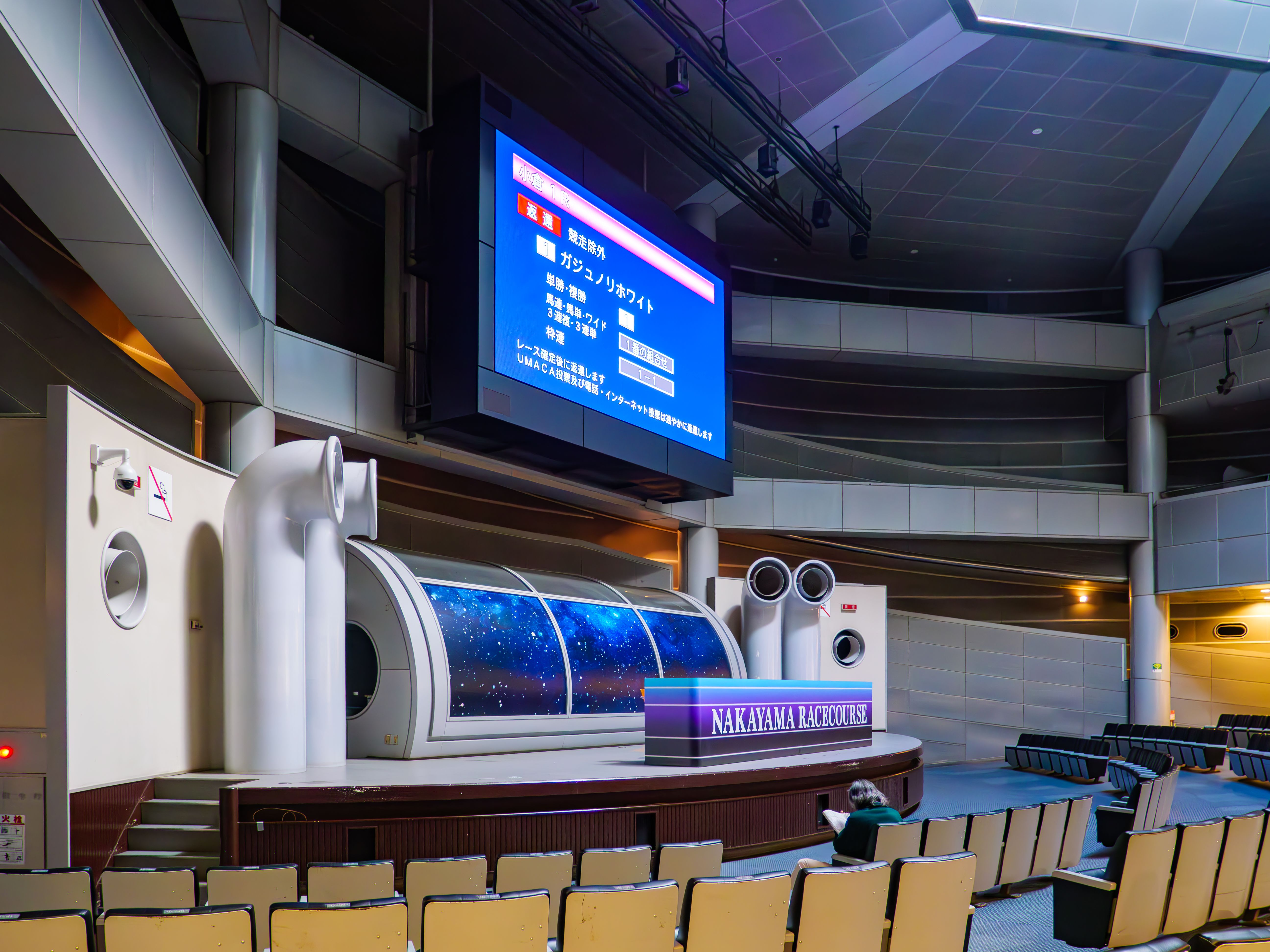
イベントホール
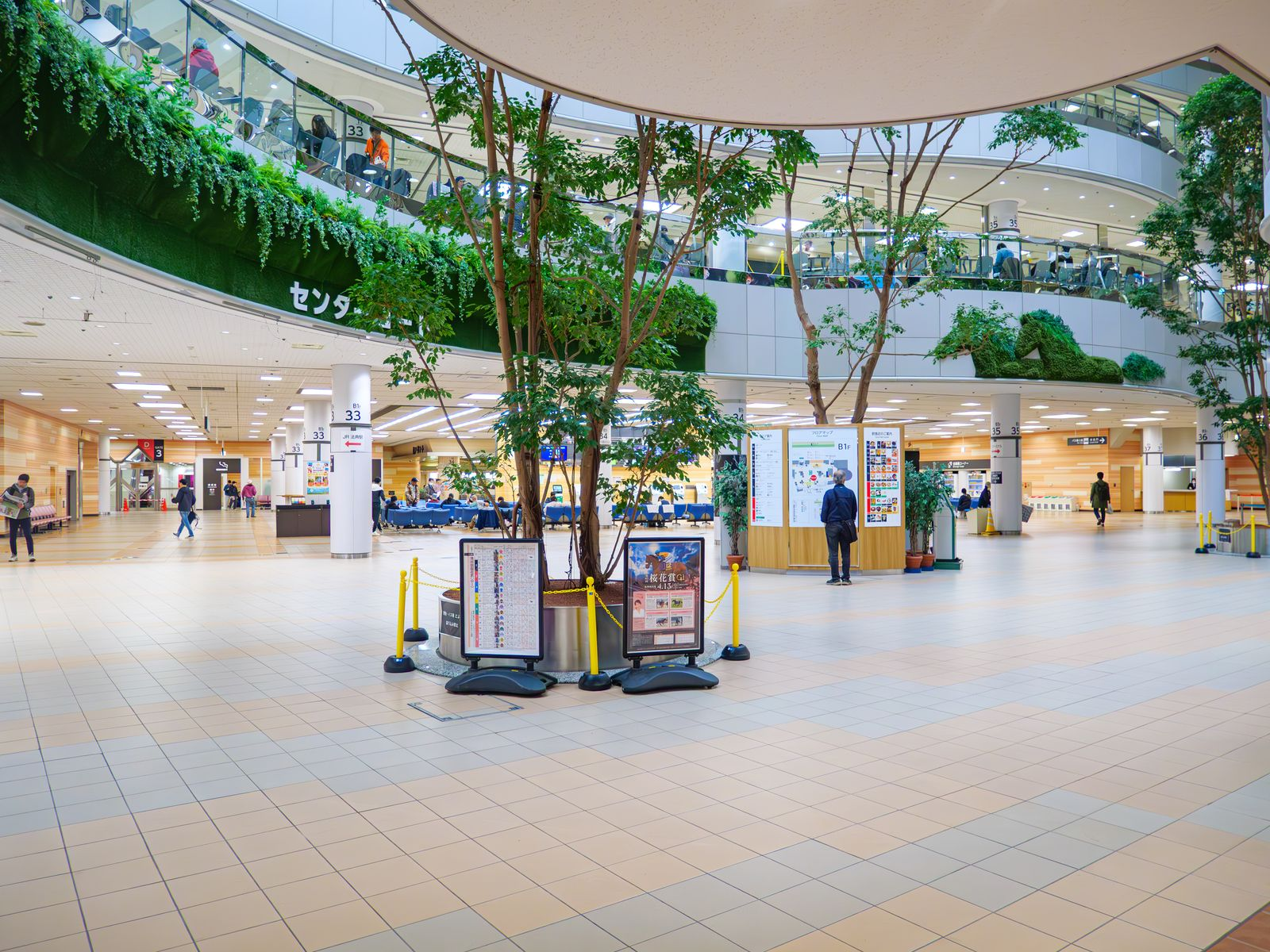
センターコート
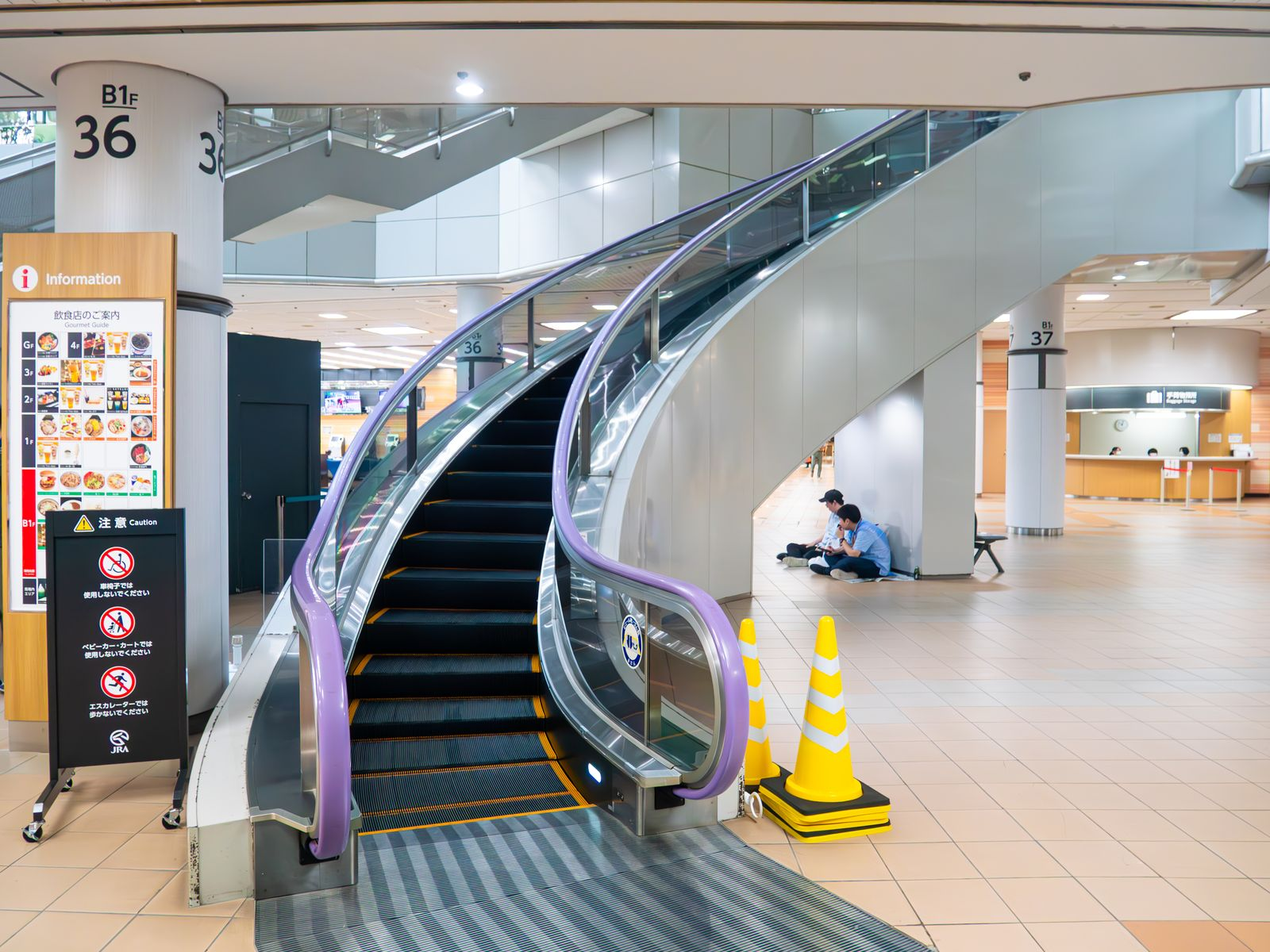
センターコート内にあるスパイラルエスカレーター
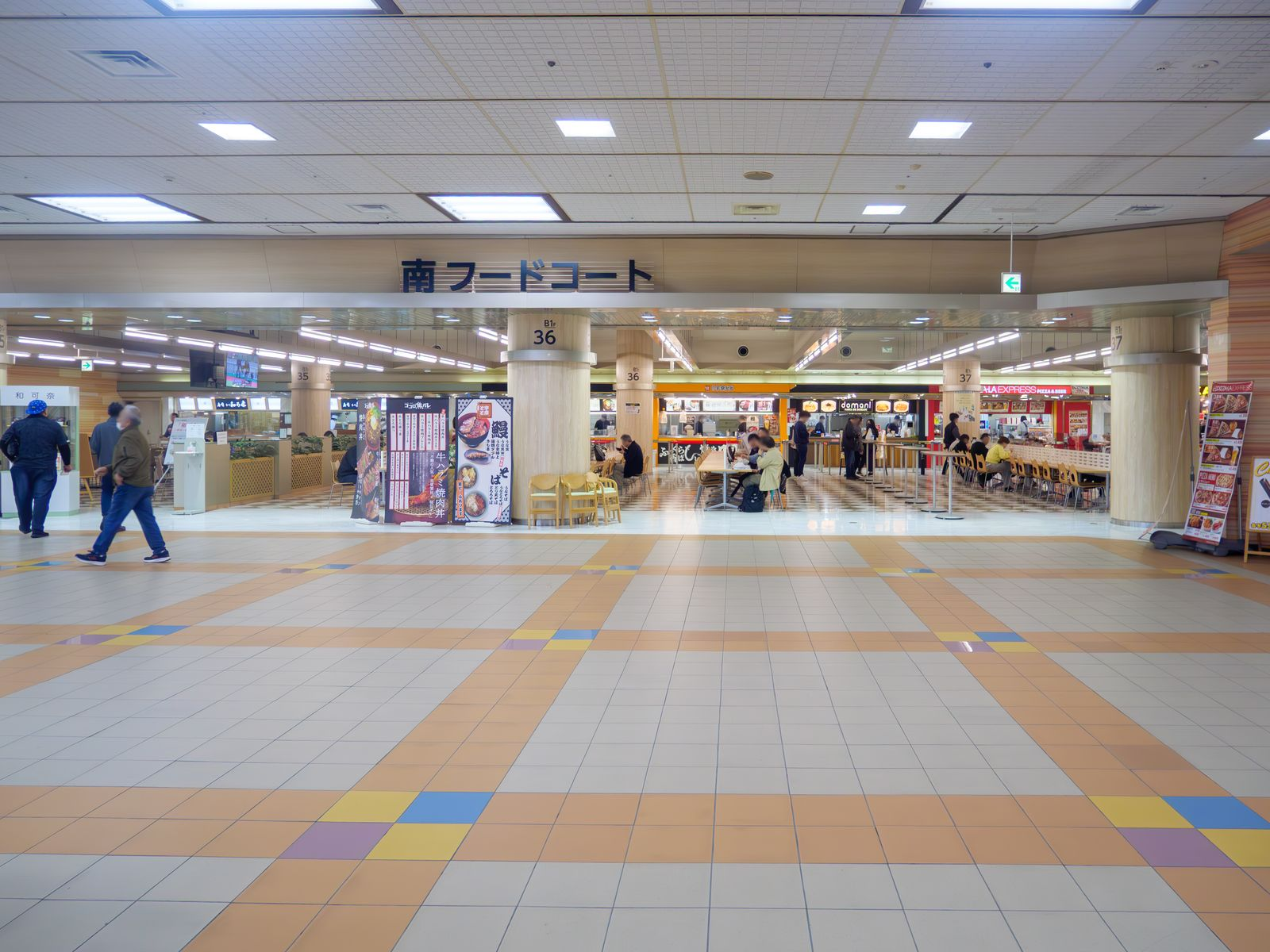
南フードコート

## ギャラリー

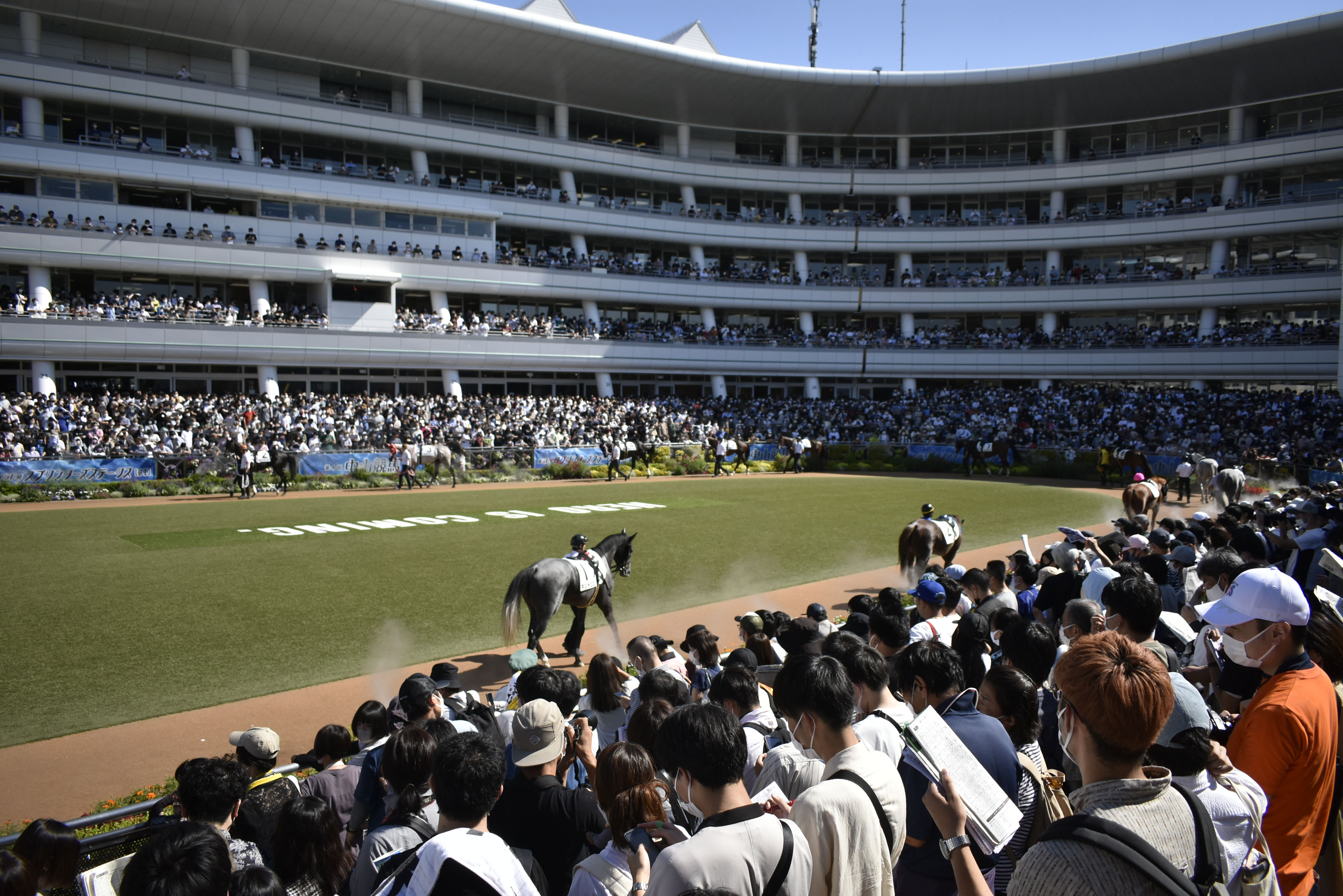
パドック
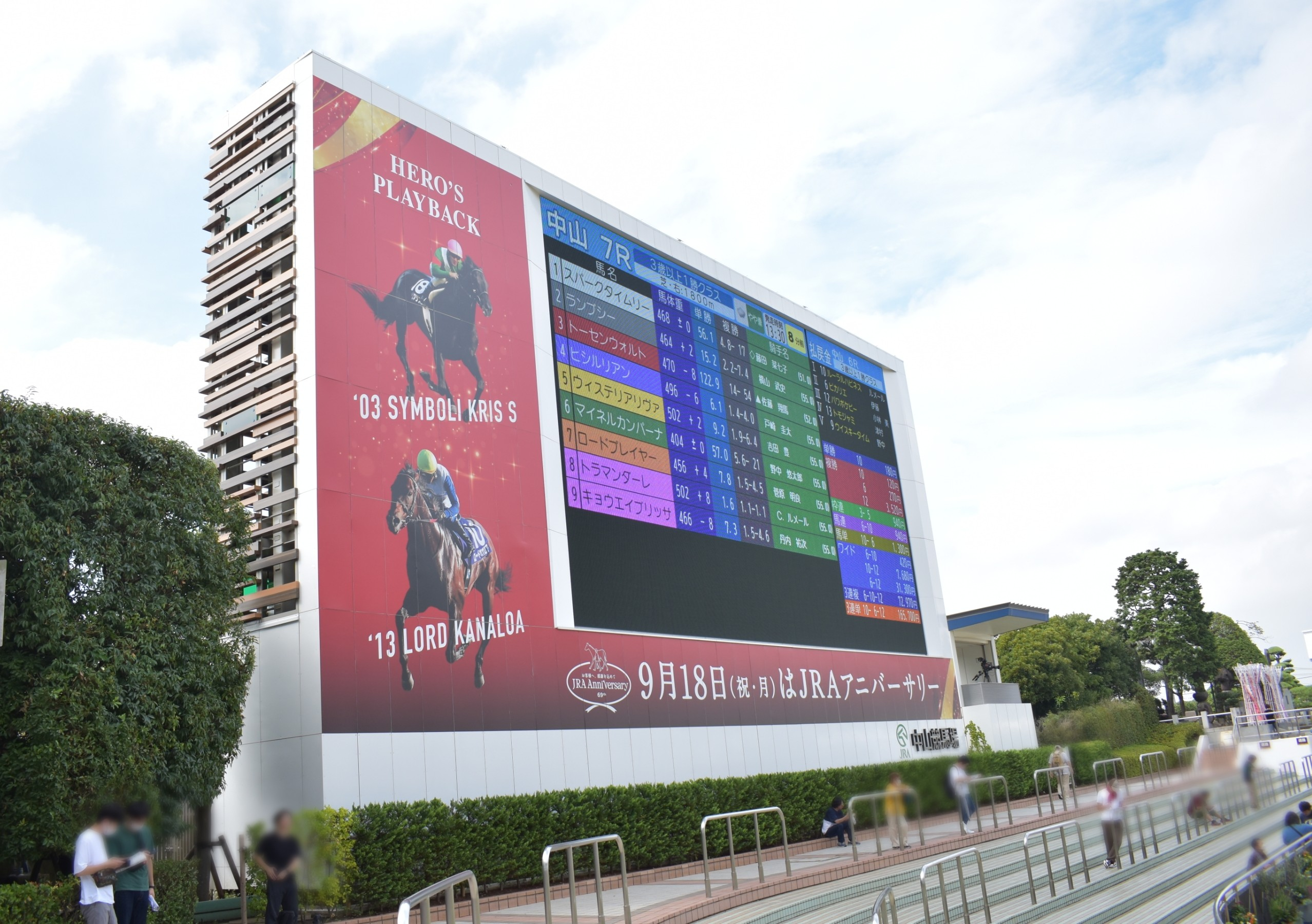
パドックビジョン
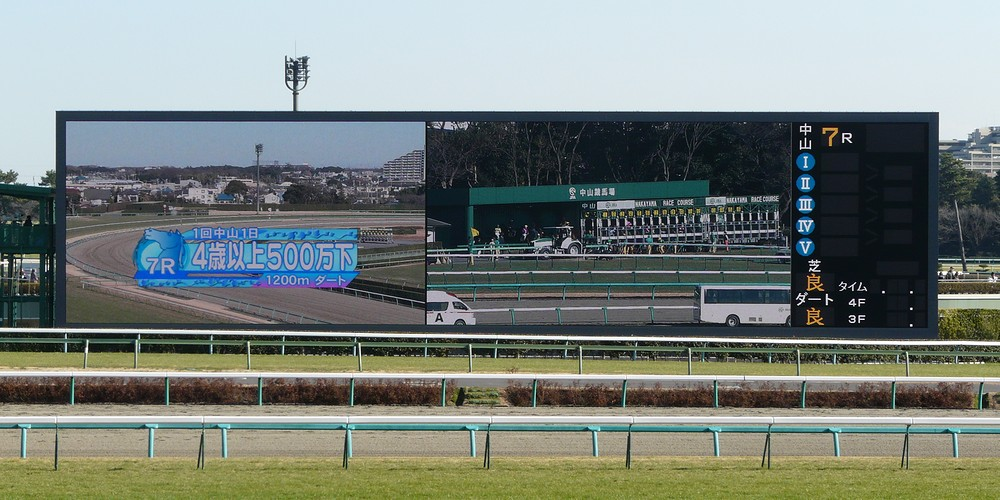
ターフビジョン
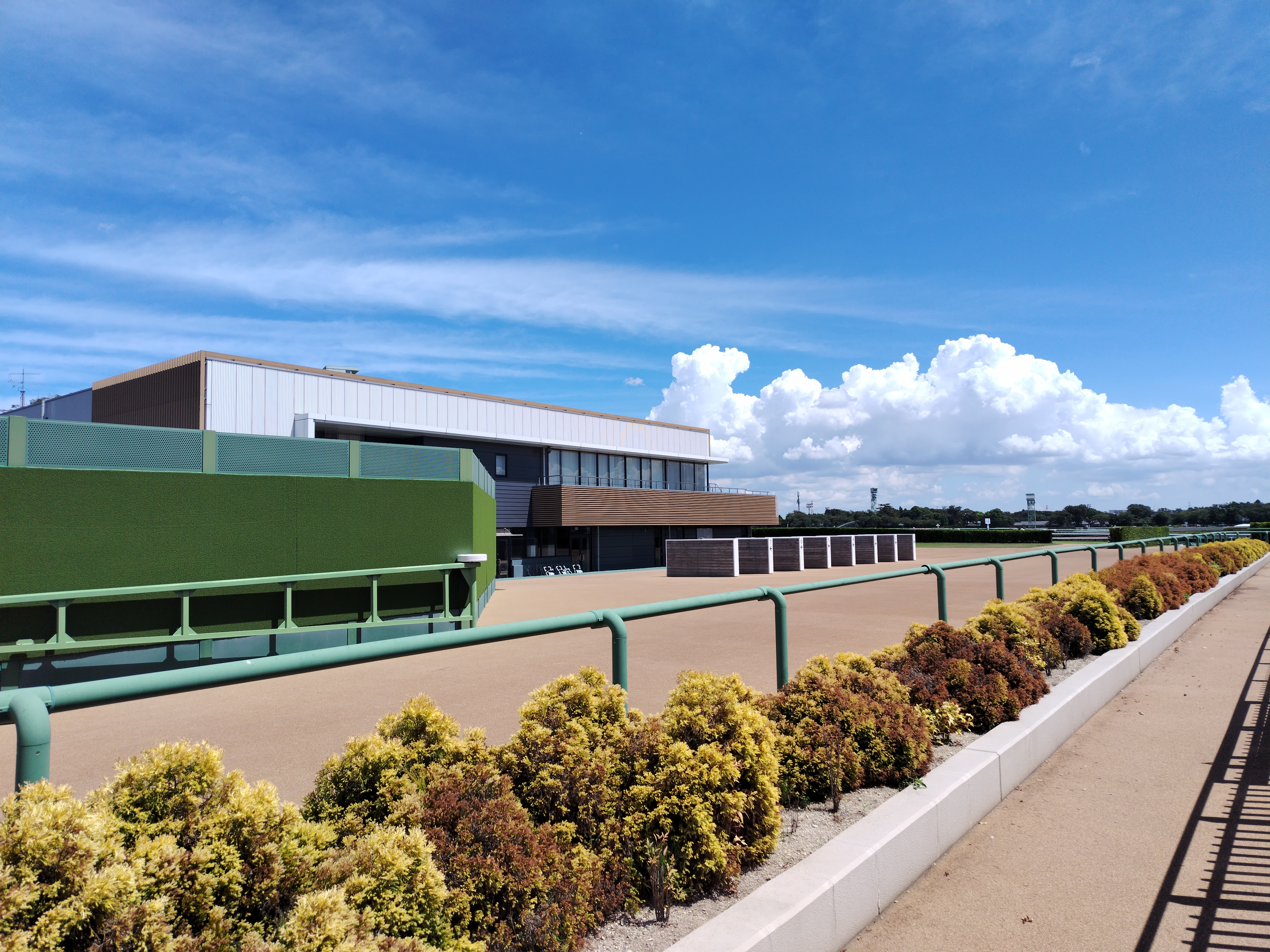
馬のハナミチ
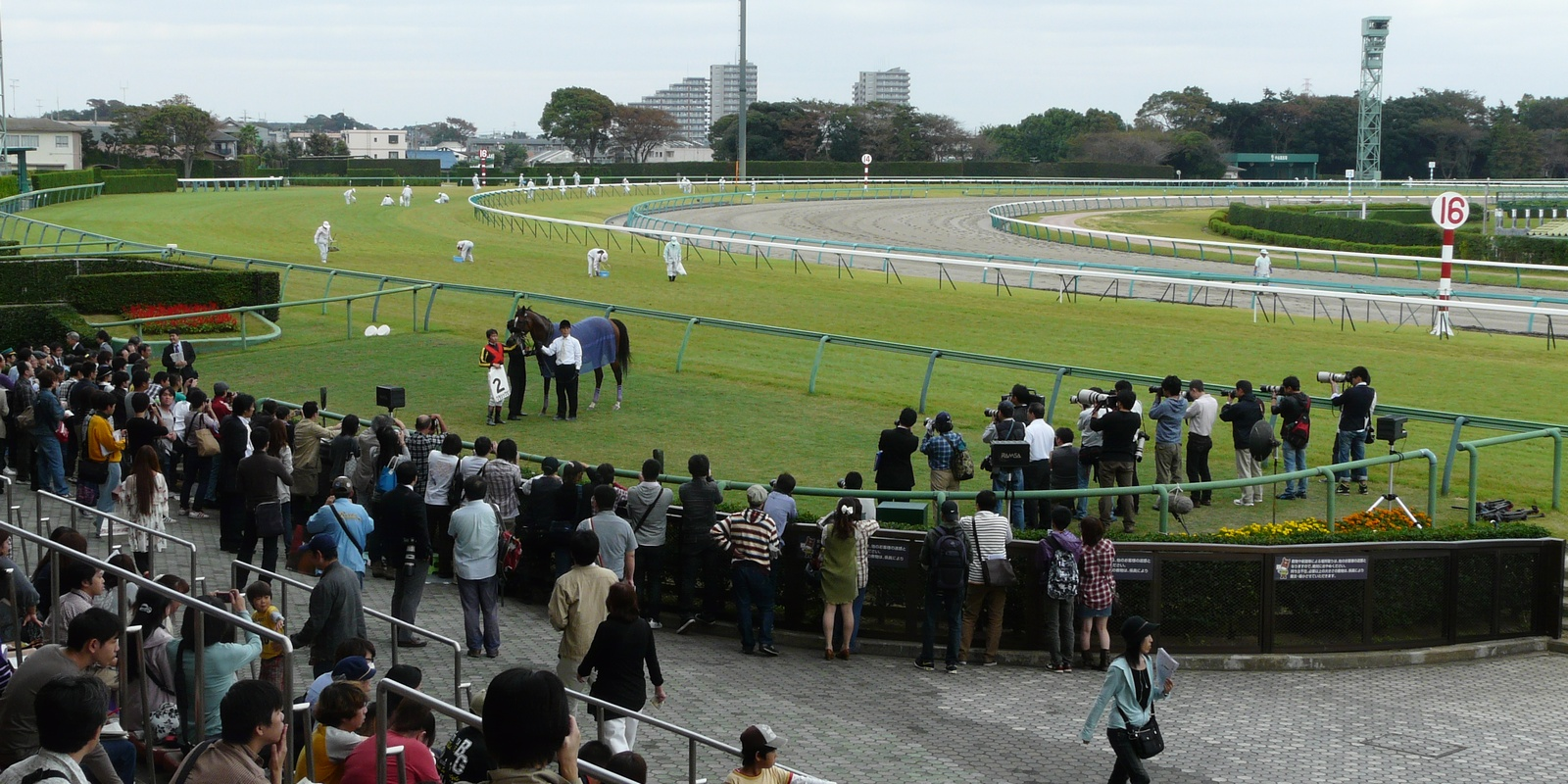
ウイナーズサークル
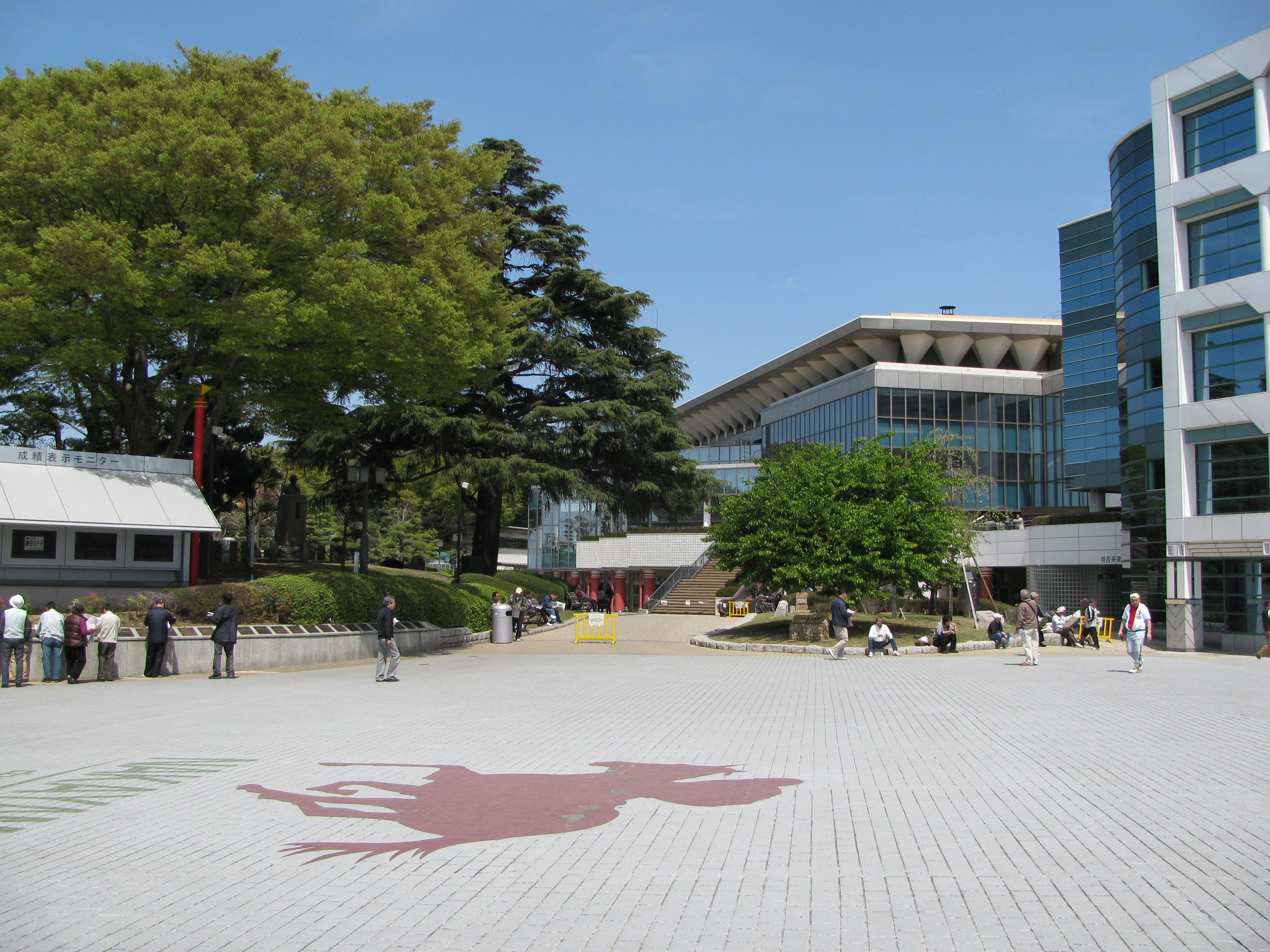
広場
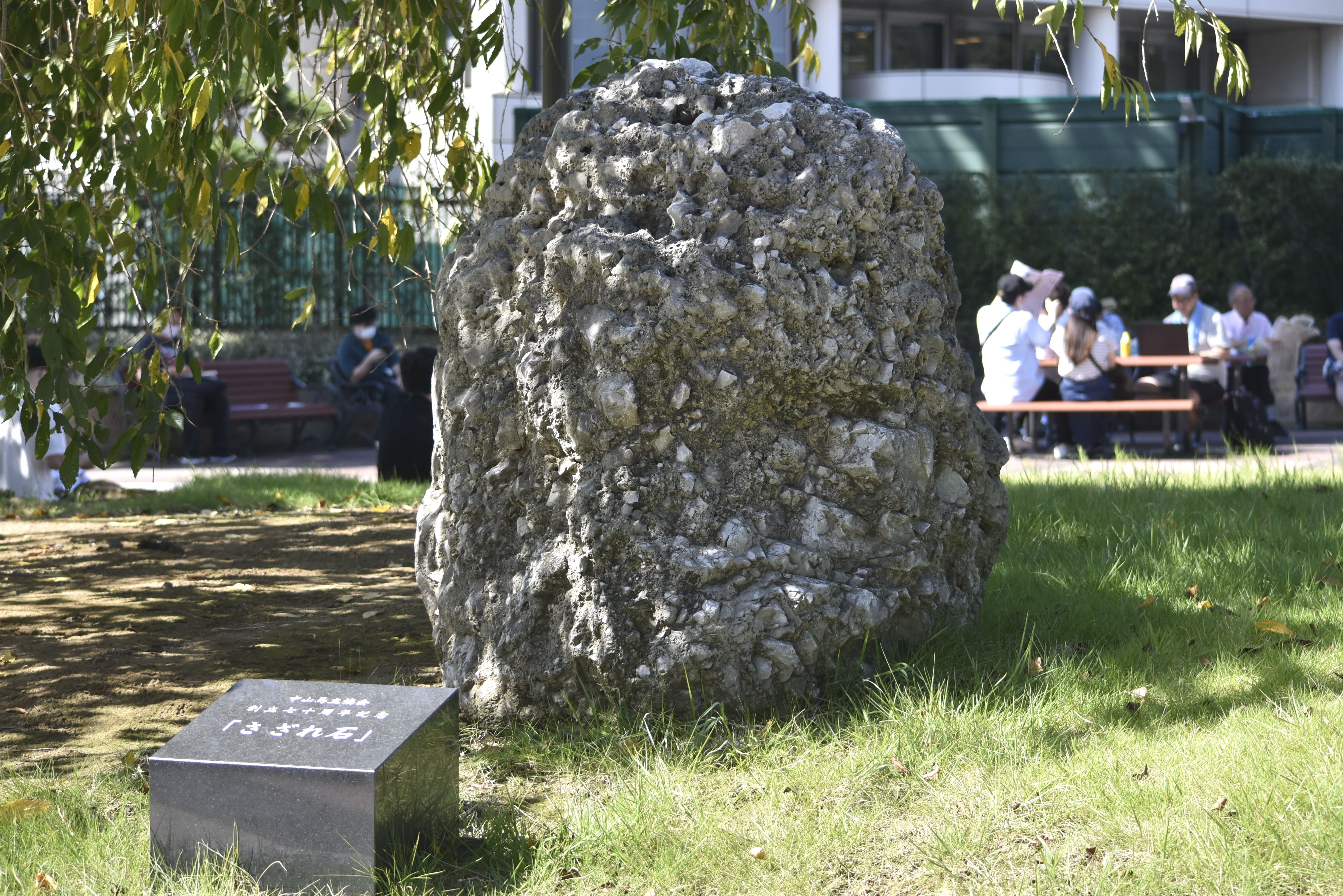
さざれ石

## アクセス

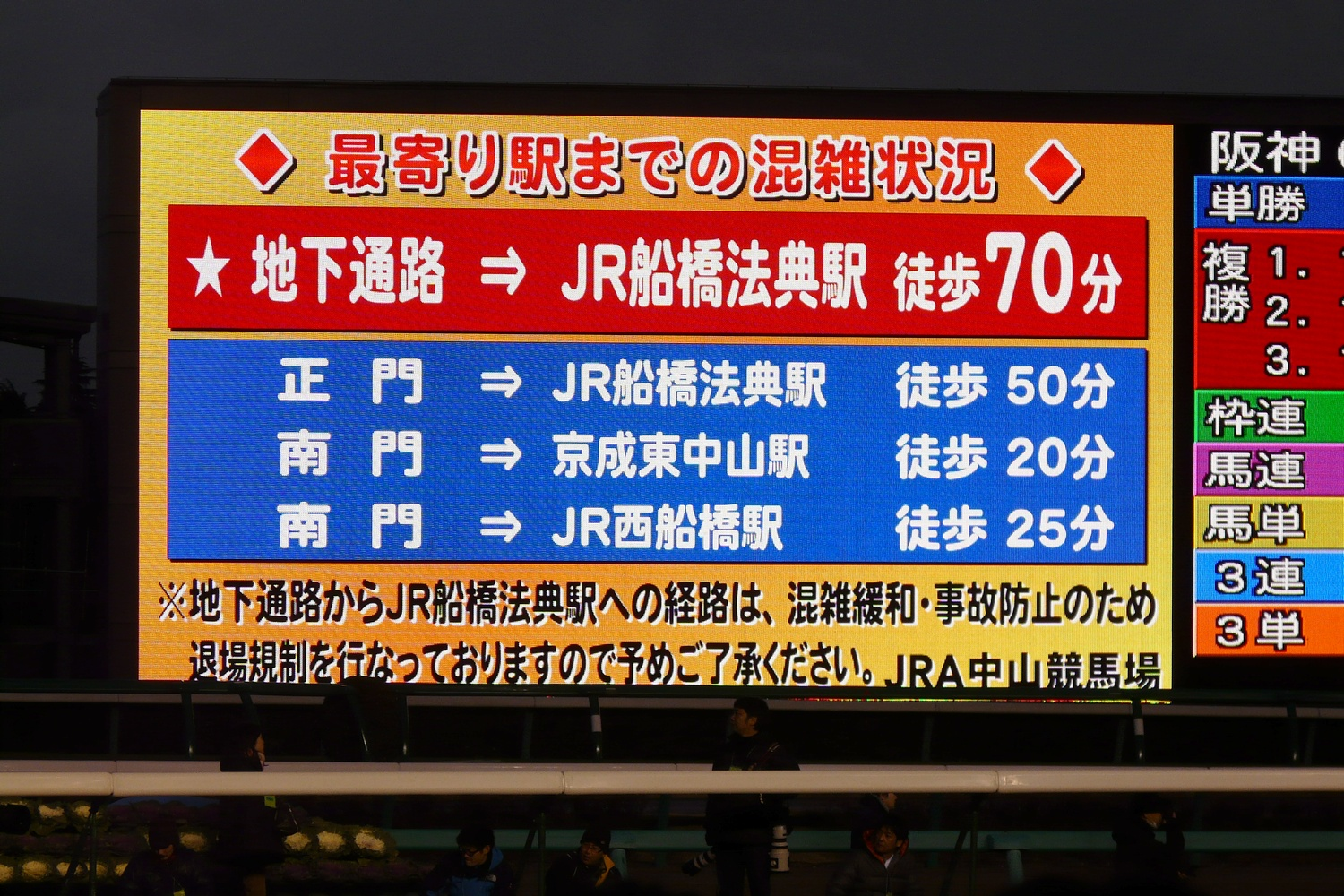
有馬記念後の混雑状況告知

- 東日本旅客鉄道（JR東日本）武蔵野線「船橋法典駅」から来場者専用の場内直通地下道（メモリアルウォーク。2017年までの名称はナッキー・モール。）もしくは屋外一般道（千葉県道59号線・木下街道）で正門まで徒歩10-15分。地下道の通行可能時間は原則的に午前8時から午後5時30分までのため、指定席購入や開門待ちなどで早朝に現地入りする場合や、レース終了後の場内イベント観賞などで遅い時間に退場する場合は、正門から一般道を利用する必要がある。2005年の第50回有馬記念[42]など、大きなレースの日は改札前で混雑することもある。

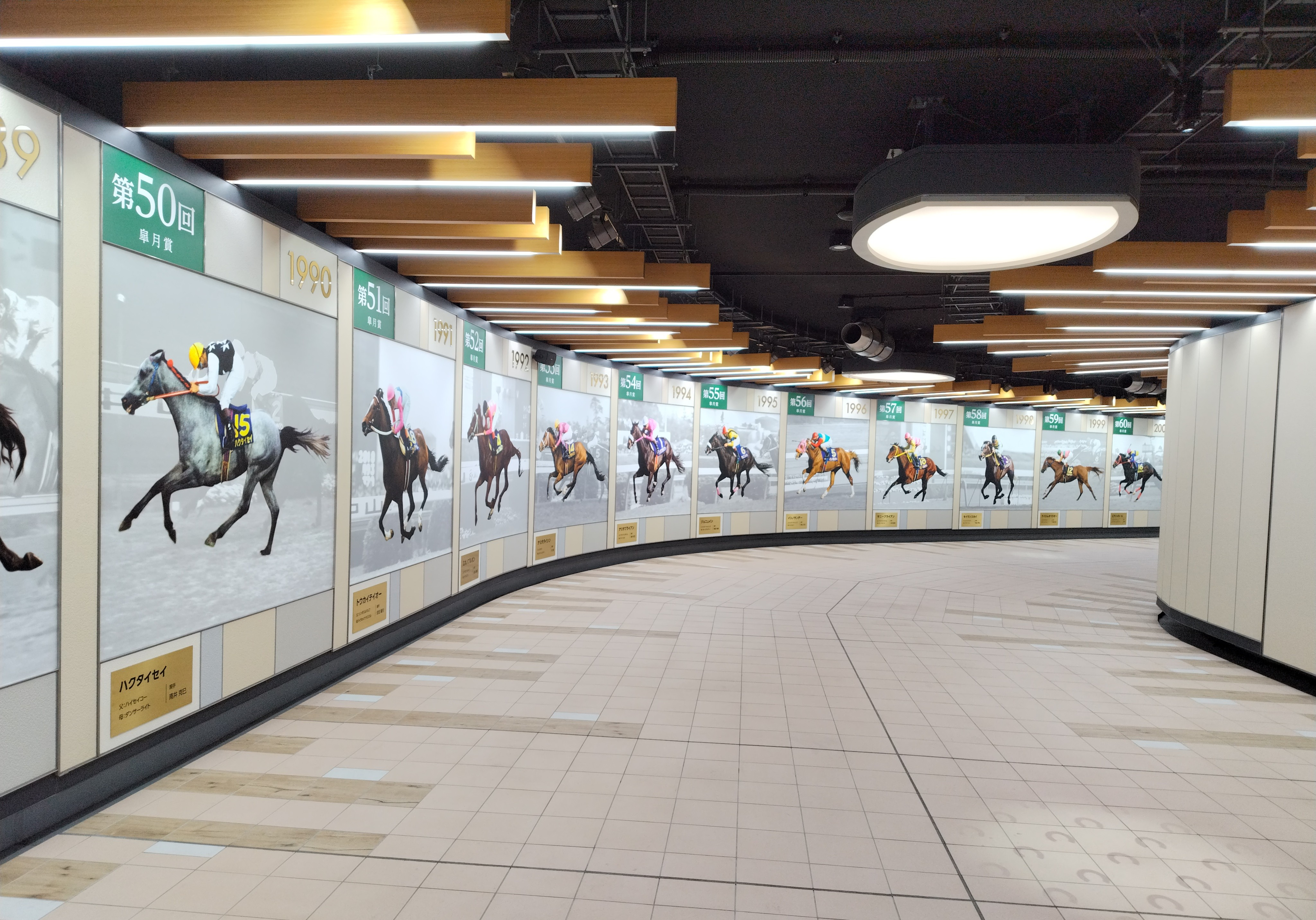
メモリアルウォーク

- JR他各線（総武線各駅停車・武蔵野線・京葉線・東京メトロ東西線・東葉高速線）「西船橋駅」・京成本線「東中山駅」（以上は「白井駅」行・「白井車庫」行）、北総線「白井駅」・京成松戸線「鎌ヶ谷大仏駅」・東武野田線「馬込沢駅」（以上は「西船橋駅」行き）から路線バス（ちばレインボーバス）で「北方十字路」（正門）または「競馬場南門」で下車。
- 競馬開催日・場外発売日には東中山駅・西船橋駅から競馬場（中央門）直通の臨時バス（京成バス）が運行される。運賃は大人片道220円（現金）。また、重賞レース開催時には特急[注 8]や快速特急が東中山駅に臨時停車することがある。
- 西船橋駅・船橋法典駅には競馬場行き専用の乗合タクシーが待機している。
- 京成中山駅・東中山駅・京成西船駅、下総中山駅・西船橋駅からの徒歩も可能であり、1978年の武蔵野線の西船橋延伸開業以前の鉄道での来訪はこちらが主流だった。ただし、最も近い東中山駅からも南門まで徒歩20分程度を要し、特に京成中山駅・下総中山駅・西船橋駅からはかなりの距離がある。京成中山駅から約2km・東中山駅から約1.5km・京成西船駅から約1.7km・下総中山駅から約2.3km・西船橋駅から約2.1kmほどの距離である。

競馬場周辺にはJRA直営及び民間運営の有料駐車場が多数あるが、駐車場に面した道路（県道180号線）の道幅が片側1車線と狭く、競馬開催日に限らず交通渋滞の名所となっているため、競馬場では「ストップ・マイカー」キャンペーンを通年実施し、公共交通機関、特に鉄道での来場を推奨している。

## 重賞競走
GI
- 皐月賞
- スプリンターズステークス
- 有馬記念（グランプリ）
- ホープフルステークス

GII
- アメリカジョッキークラブカップ
- 中山記念
- 弥生賞ディープインパクト記念（皐月賞トライアル）[注 9]
- スプリングステークス（皐月賞トライアル）[注 10]
- 日経賞
- ニュージーランドトロフィー（NHKマイルカップトライアル）
- 紫苑ステークス（秋華賞トライアル）
- セントライト記念（菊花賞トライアル）[注 11]
- オールカマー[注 12]
- ステイヤーズステークス[注 13]

GIII
- 中山金杯[注 14]
- フェアリーステークス
- 京成杯
- オーシャンステークス
- 中山牝馬ステークス[注 15]
- フラワーカップ
- マーチステークス
- ダービー卿チャレンジトロフィー
- 京成杯オータムハンデキャップ (サマーマイルシリーズ指定競走)
- カペラステークス
- ターコイズステークス

J・GI
- 中山グランドジャンプ[注 16]
- 中山大障害[注 17]

## レコードタイム
出典：JRA公式サイト 中央競馬レコードタイム 中山競馬場
- †は基準タイム。
- 2025年4月19日現在

### 芝コース（2歳）
| 距離  | タイム | 競走馬         | 性別 | 斤量 | 騎手         | 記録年月日     |
| ----- | ------ | -------------- | ---- | ---- | ------------ | -------------- |
| 1200m | 1:07.2 | エコロジーク   | 牡   | 55kg | C.ルメール   | 2024年9月21日  |
| 1400m | 1:23.4 | ヒサノマーヤ   | 牝   | 53kg | 増沢末夫     | 1991年11月30日 |
| 1600m | 1:32.4 | デンクマール   | 牡   | 56kg | C.ルメール   | 2024年12月14日 |
| 1800m | 1:46.4 | ミヤジタイガ   | 牡   | 54kg | 和田竜二     | 2012年9月8日   |
| 2000m | 1:58.8 | ヴィンセンシオ | 牡   | 56kg | W.ビュイック | 2024年11月30日 |

### 芝コース（3歳以上）
| 距離  | タイム | 競走馬             | 性齢 | 斤量   | 騎手       | 記録年月日     |
| ----- | ------ | ------------------ | ---- | ------ | ---------- | -------------- |
| 1200m | 1:06.7 | ロードカナロア     | 牡4  | 57kg   | 岩田康誠   | 2012年9月30日  |
| 1400m | 1:23.2 | リンドユウホウ     | 牡3  | 55kg   | 増沢末夫   | 1987年4月11日  |
| 1600m | 1:30.3 | トロワゼトワル     | 牝4  | 52kg   | 横山典弘   | 2019年9月8日   |
| 1800m | 1:44.8 | シックスペンス     | 牡4  | 58kg   | C.ルメール | 2025年3月2日   |
| 2000m | 1:56.6 | クリスマスパレード | 牝3  | 55kg   | 石川裕紀人 | 2024年9月7日   |
| 2200m | 2:10.1 | コスモバルク       | 牡3  | 56kg   | 五十嵐冬樹 | 2004年9月19日  |
| 2500m | 2:29.5 | ゼンノロブロイ     | 牡4  | 57kg   | O.ペリエ   | 2004年12月26日 |
| 2600m | 2:40.3 | キクノフラッシュ   | 牡4  | 56kg   | 田村正光   | 1984年12月2日  |
| 3200m | 3:19.3 | キリスパート       | 牝5  | 54kg   | 岡部幸雄   | 1993年4月3日   |
| 3600m | 3:41.6 | エアダブリン       | 牡3  | 57.5kg | 岡部幸雄   | 1994年12月10日 |

### ダートコース（2歳）
| 距離  | タイム | 競走馬           | 性別 | 斤量 | 騎手       | 記録年月日    |
| ----- | ------ | ---------------- | ---- | ---- | ---------- | ------------- |
| 1000m | 0:59.4 | サニーシェーバー | 牡   | 53kg | 大西直宏   | 1998年9月26日 |
| 1200m | 1:10.2 | アイアムルビー   | 牝   | 54kg | 松岡正海   | 2009年12月6日 |
| 1800m | 1:51.9 | トレド           | 牡   | 54kg | 石川裕紀人 | 2022年9月24日 |

### ダートコース（3歳以上）
| 距離  | タイム | 競走馬           | 性齢 | 斤量 | 騎手       | 記録年月日     |
| ----- | ------ | ---------------- | ---- | ---- | ---------- | -------------- |
| 1000m | 0:58.4 | ニシノグリーン   | 牝3  | 52kg | 森安重勝   | 1978年7月1日   |
| 1200m | 1:08.4 | ハコダテブショウ | 牡4  | 56kg | 石川裕紀人 | 2022年9月24日  |
| 1700m | 1:43.1 | エルフォルク     | 牡4  | 53kg | 飯島和美   | 1976年6月27日  |
| 1800m | 1:48.5 | キヨヒダカ       | 牡5  | 57kg | 郷原洋行   | 1983年1月6日   |
| 2400m | 2:28.8 | ピーチシャダイ   | 牡6  | 56kg | 安田富男   | 1983年1月6日   |
| 2500m | 2:38.6 | サトノトップガン | 牡3  | 55kg | 内田博幸   | 2009年12月12日 |

### 障害
| 距離    | タイム  | 競走馬             | 性齢 | 斤量 | 騎手       | 記録年月日     |
| ------- | ------- | ------------------ | ---- | ---- | ---------- | -------------- |
| 芝2710m | 3:02.2† | マイネルタスク     | 牡6  | 60kg | 栗原洋一   | 1999年4月4日   |
| 芝3030m | 3:20.3† | リンデンバウム     | 牡7  | 59kg | 横山義行   | 1999年9月19日  |
| 芝3210m | 3:29.3  | スマイルスルー     | 牡4  | 60kg | 高田潤     | 2024年9月21日  |
| 芝3350m | 3:40.8  | メジロオーモンド   | 牡6  | 60kg | 林満明     | 2004年12月4日  |
| 芝3370m | 3:45.4† | ギルデッドエージ   | 牡5  | 60kg | R.ロケット | 2002年11月30日 |
| 芝3570m | 3:57.9  | ロックユー         | 騸5  | 60kg | 西谷誠     | 2023年12月2日  |
| 芝4100m | 4:36.1  | オジュウチョウサン | 牡6  | 63kg | 石神深一   | 2017年12月23日 |
| 芝4250m | 4:43.0  | オジュウチョウサン | 牡7  | 63kg | 石神深一   | 2018年4月14日  |
| 芝4260m | 4:50.5  | エコロデュエル     | 牡6  | 63kg | 草野太郎   | 2025年4月19日  |
| ダ2700m | 2:56.8  | パワークリント     | 牡5  | 59kg | 大江原隆   | 1996年6月16日  |
| ダ2880m | 3:10.2  | マイネルホライズン | 牡6  | 60kg | 柴田未崎   | 2006年4月2日   |
| ダ3200m | 3:31.0  | キャニオンストーム | 牡7  | 59kg | 田中剛     | 1997年3月1日   |
| ダ3550m | 3:58.1  | ネイティブボーイ   | 牡4  | 58kg | 佐藤吉勝   | 1984年1月15日  |

## マスコットキャラクター・イメージソング

### マスコットキャラクター
1985年11月にナッキーと呼ばれる、ピンク色の蝶ネクタイを身に付けた、白馬をモチーフにしたマスコットキャラクターが制定された。場内の案内看板やゴミ箱などにプリントされている他、船橋法典駅から競馬場を結ぶ専用通路「ナッキー・モール」、4人掛け専用指定席「ナッキーボックス」の名前の由来にもなっている。また、他の競馬場や場外発売所、BS放送のグリーンチャンネルに配信される中継映像では、ナッキーの顔とレース番号を表示して中山競馬場のレースであることを示している（ただし、有馬記念開催週は有馬記念のロゴマークが使用される）。なお、1999年と2000年には、このマスコットの名前を冠したナッキージャンプステークスが施行された。
2018年1月より中山競馬場のシンボルの一つとして親しまれている「ヒマラヤ杉」をモチーフとした競走馬のシルエットを組み合わせたデザインに変更された。ただし、新デザインも有馬記念開催週は有馬記念のロゴマークが使用される。

### イメージソング
2005年11月に有馬記念50回を記念して、中山競馬場のイメージソングが制定され、開催日の開門時や場内イベントなどで使用されている。
「喝采～この道の先に」作詞・作曲：今井千尋 歌：松本英子
なお、以前は開門時には「キング・オブ・ターフ」（作曲：すぎやまこういち）が使用されていた。

## クリスマスイベント
年末にはクリスマスのイルミネーションやプロジェクションマッピングなどが施される。正門を入った左手にあるヒマラヤスギを使ったクリスマスツリーが名物だったが、COVID-19の感染拡大防止のため休止されたのち木の老朽化に伴い装飾はされなくなった。

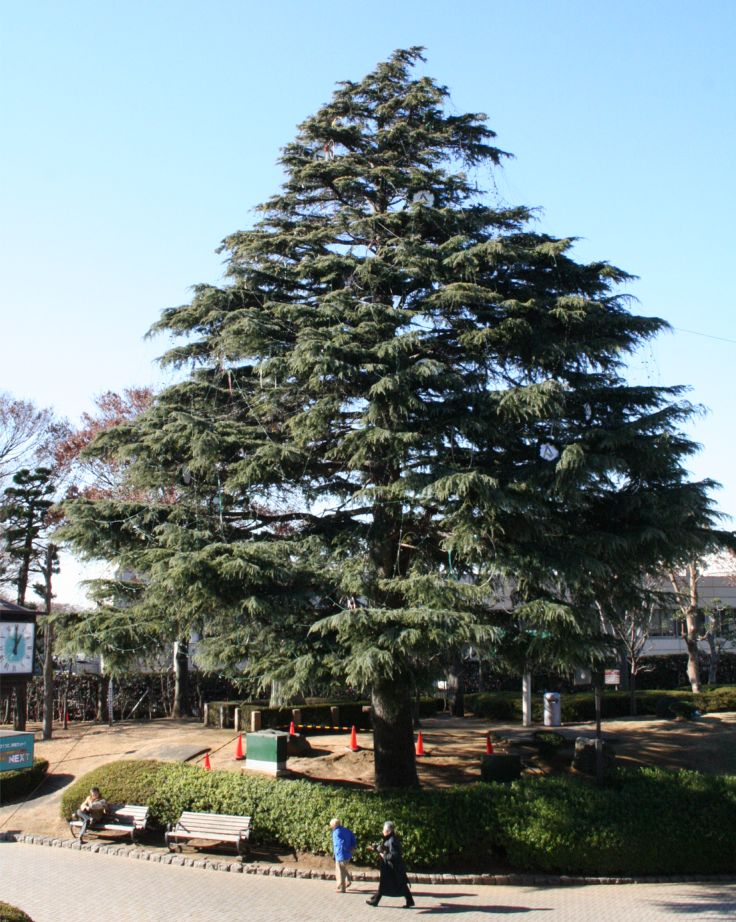
ヒマラヤスギ
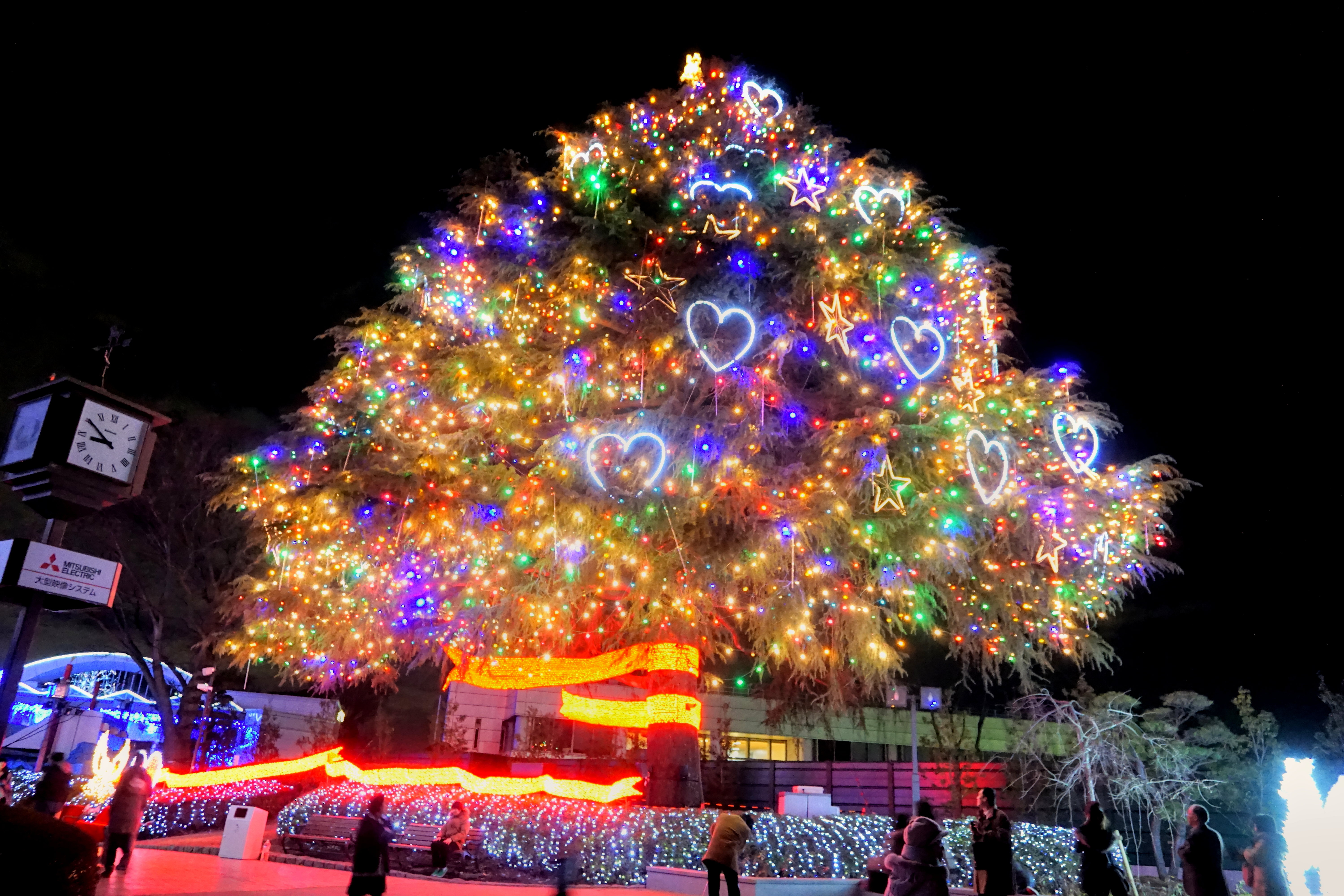
クリスマスツリー
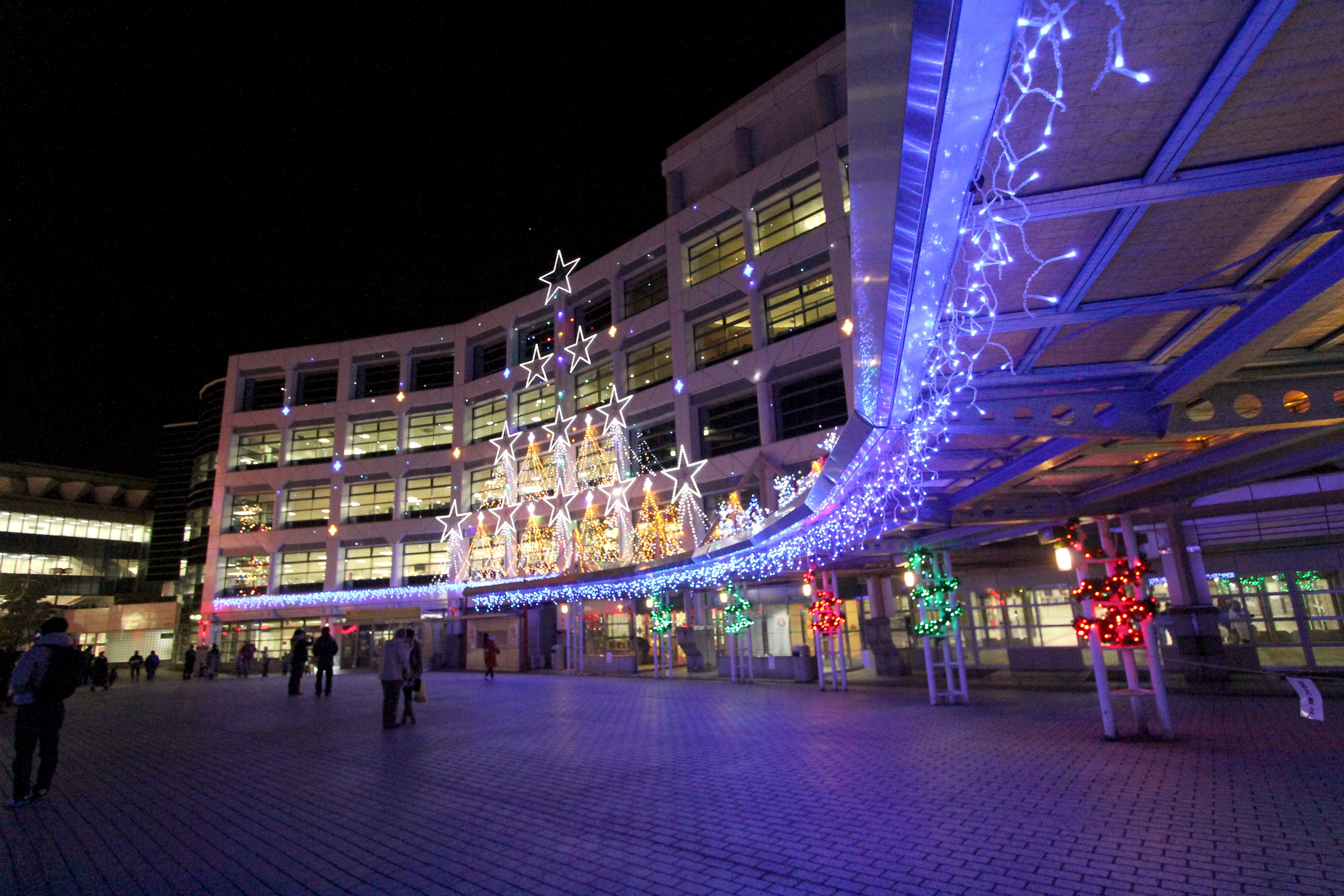
クリスマスイルミネーション

## その他
- 昭和の終わりから平成の始めにかけて、武豊やオグリキャップなどの人気による空前の競馬ブームが起こり、1990年12月23日の第35回有馬記念当日には同競馬場最高の入場者177,779名を集めた。これがきっかけになって、主要なGI級競走開催日には入場制限処置[注 19]が取られた。2005年の有馬記念では6年ぶりの完全入場制限が行われ、19万枚の前売入場券が全国で発売された。開催当日は一部の例外（指定席当選者など）を除き、この前売入場券を持参しないと入場することが出来なかった[注 20]。
- 東京競馬場が2002年に実施した全面改修工事の実施、特に2002年夏から2003年4月にかけて行われたコース全面改修工事実施に伴って、通常の東京競馬開催の期間に当たる2002年10月-11月と、2003年2月の開催を当競馬場で振り替え開催したため、2002年10月から2003年4月までの7ヶ月間に渡って連続開催され、通常、東京で施行されるGI級競走の天皇賞（秋）、ジャパンカップダート、ジャパンカップ、フェブラリーステークスの4競走は、中山競馬場で代替開催された。しかし、異例の長期開催に配慮し9月の中山開催が新潟開催に振り替えられたため、通常中山競馬場で開催されるスプリンターズステークスは新潟競馬場で開催された。
- 2010年まで毎年8月に本馬場を使って花火大会が開催されていた。但し、建前上は周辺地域住民向けのイベントであり、あまり大きな告知は行われない。2011年は東日本大震災の影響を理由に中止され、2012年以降も予算の都合で廃止が決定された[45]。
  - 2004年までは8月第1水曜日の開催が通例となっていたが、2005年から2010年までは8月第1日曜日の場外発売終了後に開催されるようになった。
- 2001年7月まで、中山競馬場では夏期ローカル開催（福島競馬場・新潟競馬場）の場外発売を行わなかった。ただし宝塚記念の開催される週は、当日の福島競馬場の後半6競走と、宝塚記念（前日発売を含む）のみ発売を行っていた。また、競馬場改装などに伴う代替開催のため夏期に東京競馬場の開催が組み込まれた際には、その期間中は通常通り場外発売を行った。
  - これは同じ船橋市内にある船橋競馬場や、中山競馬場周辺住民への配慮のためとされていた。
  - 2001年7月14日の新潟競馬初日より、通年の場外発売が行われるようになった。
- 毎年中山のGI開催日前後の週には、各種のチャリティイベントが行われる。その中心となるのが「ファンと騎手との集い」であり、チャリティオークションや、事前に抽選で選ばれたファン代表と共にゲームやクイズで盛り上がる。このイベントの収益金は、各種団体に寄付される。なお、2010年4月18日に行われたファンと騎手との集いが第20回（20周年記念）となった。
  - 2015年までは3回中山（3月下旬〜4月中旬）がこのイベントに充てられており、皐月賞当日に「ファンと騎手との集い」が行われていた（2011年は東日本大震災の影響により、通常の3回中山が開催されなかったため行われていない）。2016年からは、4回中山（9月中旬〜10月上旬）に変更され、オールカマー当日（フリーパスの日）に「ファンと騎手との集い」が行われる[46]。
  - 寄付される団体は、かつては中山競馬場周辺の福祉団体が多く、世界の子どもにワクチンを日本委員会へ寄付されたこともある。東日本大震災以降は、震災遺児支援の観点からあしなが育英会に寄付されている[47]。
  - 「ファンと騎手との集い」では、かつては後藤浩輝騎手（故人）などが盛り上げ役として活躍していた。
  - 2015年までは皐月賞当日に行われていたが、当日は例年福島開催（1回福島）が行われており、多くの若手騎手が若手騎手限定競走参戦のため福島で騎乗しており、若手騎手やローカルでの騎乗を中心と決めている騎手（例: 中舘英二騎手（現: 調教師））が参加できない問題点があった。このイベントの運営に強く関わっている騎手が福島で騎乗する場合も、午前中で福島での騎乗を切り上げて参加せざるを得ないケースがあった。前述のとおり2016年からは、2012年以降第3場開催がない4回中山（オールカマー当日）での開催になるため、神戸新聞杯や障害競走（通常午前中に実施）などで阪神への参戦がない限りは、少なくとも関東所属の若手騎手やローカルで活躍する騎手も参加可能になった。このため、障害競走に騎乗する騎手の一部は、同様に午前中の障害競走が終了した時点で阪神での騎乗を切り上げて参加せざるを得ないケースがある。
  - 皐月賞当日に開催していた当時は、例年同時間帯に「中山グランドジャンプツアー」として、事前に抽選で選ばれたファンが障害コースを見学するイベントを行っていた。障害を主戦場とする騎手はこちらに参加するため、基本的に「ファンと騎手との集い」には参加できなかった。4回中山への変更後は「Nakayamaジャンプツアー」として、「ファンと騎手との集い」の1週前（セントライト記念当日）の開催になるため、この問題も解消される。ただし、前述のとおり「ファンと騎手との集い」当日に阪神で障害競走が編成されると、障害を主戦場とする騎手の参加が困難になる。
- 2009年9月12日の第4回開催より、ハイビジョン対応の2面マルチターフビジョンにて映像提供が行われるようになった[48][49]。
- 2010年1月11日の第4競走新馬戦で16頭中9頭落馬（9頭の落馬は史上最多）。半数以上が落馬したことになる。

- 2011年〜2012年まで放送されていた『LIVE&REPORT 中央競馬中継』（千葉テレビ放送制作）では、中山開催の有無に関わらず年間を通して、中山競馬場内にスタジオが設けられていた。2010年まで放送されていた『中央競馬ワイド中継』（千葉テレビ放送・テレビ埼玉・テレビ神奈川共同制作）では、中山開催時（千葉テレビ放送制作）のみ中山競馬場から放送されていた。
- 2022年以降、競馬場内での馬場照明増設工事が実施され[50]、2023年の第5回中山競馬場の開催から有馬記念・ホープフルステークスの発走時刻を15時40分に繰り下げ、皐月賞・スプリンターズステークスと同じ体制にする[51][52]。同時に前年阪神競馬場で実施されていた「2022ファイナルステークス」と、本場で実施されていた「カウントダウンステークス」を入れ替え、2023年12月28日の阪神競馬場最終第12競走を「カウントダウンステークス」(3歳以上3勝クラス定量戦、芝1200m)に、中山競馬場の最終第12競走を「2023ファイナルステークス」（3歳以上3勝クラス定量戦、芝・外回り1600m）として実施する。
- 中山競馬場特有の企画として、中山馬主協会の主催で、口取り式などに花を添える存在としてウィナーズレディがいる。主なウィナーズレディとしてグラビアアイドルの姫野みなみがいる。2022年からは12月開催に『ウマ娘 プリティーダービー』とのコラボレーションで出演声優がウィナーズレディとして出演する[53]ほか、2023年9月9日からは2人体制にした上で特別戦・重賞のパドックでレースナンバーのプラカードを掲げる企画も行っている[54]。企画した中山馬主協会会長の西川賢によれば、他のスポーツのように競馬を盛り上げる、新しいファンの目を引かせる意図があるという[55]。2024年からは東京競馬場にも中山馬主協会会員の馬主が勝利した場合にのみ口取り式に本場のウィナーズレディが出席するようにもなっている[56]。
- 美浦トレーニングセンター移転まで厩舎群のあった場所（現在の松戸原木線の西側の中央門を含んだ場所）は、古作貝塚の上に造成された[57]。現在の競馬場完成後の1928年（昭和3年）に2個の貝輪入り小型壺が報告され[58]、厩舎の美浦トレーニングセンター移転後の1981年（昭和56年）から1987年（昭和62年）まで発掘調査が行われた[59]。現在の中央門の北側の一角（正門に近い場所）にけやき公苑として整備されている。

## 主な元所属調教師
1978年に美浦トレーニングセンターが開設されるまでは競馬場や白井分場で調教が行われていた。
- 飯塚好次
- 伊藤竹男
- 石毛善衛
- 大久保勝之（白井分場）
- 大久保房松
- 加藤朝治郎
- 加藤修甫（白井分場）
- 久保田金造
- 黒坂洋基
- 小西登
- 小林勘治郎（白井分場）
- 斎藤籌敬
- 境勝太郎（白井分場）
- 佐々木猛
- 佐藤征助
- 柴田欣也（白井分場）
- 鈴木清
- 高橋英夫（白井分場）
- 高松三太（白井分場）
- 田中朋次郎
- 田村駿仁（白井分場）
- 中尾銑治
- 中野隆良
- 成宮明光（白井分場）
- 西塚十勝
- 二本柳一馬（白井分場）
- 二本柳俊夫
- 野平富久
- 野平祐二
- 稗田敏男
- 久恒久夫（白井分場）
- 前田禎
- 松永勇
- 宮沢今朝太郎
- 元石孝昭
- 矢倉玉男
- 矢野進
- 矢野幸夫
- 吉野勇